# Barcugnan
Barcugnan (Barcunhan en gascon) est une commune française située dans le département du Gers, en région Occitanie. Sur le plan historique et culturel, la commune est dans le pays d'Astarac, un territoire du sud gersois très vallonné, au sol argileux, qui longe le plateau de Lannemezan.
Exposée à un climat océanique altéré, elle est drainée par la Baïse, le Haget, le ruisseau de Larrat et par divers autres petits cours d'eau.
Barcugnan est une commune rurale qui compte 104 habitants en 2022, après avoir connu un pic de population de 659 habitants en 1831. Ses habitants sont appelés les Barcugnanais ou  Barcugnanaises.
Les habitants s'appellent les Barcugnanais et les Barcugnanaises.

## Géographie

### Localisation
Barcugnan se situe tout au sud du département, au sud d’une diagonale entre Tarbes et Auch. Elle est limitrophe du département des Hautes-Pyrénées, au niveau de Trie-sur-Baïse. La chaîne des Pyrénées parfaitement visible s’étire sur l’horizon sud.

### Communes limitrophes
Les communes limitrophes sont  Duffort, Fontrailles, Manas-Bastanous, Mont-de-Marrast, Montaut et Sainte-Aurence-Cazaux.
| Mont-de-Marrast | Montaut                       |                       |
| Manas-Bastanous | Barcugnan                     | Sainte-Aurence-Cazaux |
|                 | Fontrailles (Hautes-Pyrénées) | Duffort               |

### Géologie et relief
L'altitude de la commune varie entre 190 et 311 mètres.
Barcugnan se situe en zone de sismicité 3 (sismicité modérée).

### Hydrographie
Barcugnan est traversée par la Grande Baïse et se situe à onze kilomètres au sud-est de Miélan. En provenance des Pyrénées, après le plateau de Lannemezan, les cours d’eau de la région s’écoulent en pente douce dans un tracé nord-sud quasi parallèle.
Ils ont façonné le paysage caractéristique de cette contrée, constituée d’une alternance de collines et de vallons verdoyants dans le sens ouest-est. Deux des quatre groupes de maisons qui forment Barcugnan occupent la partie haute, sur la colline, deux autres groupes, la partie basse dans le vallon, le long de la D 939.
Le moulin de Montaut sur la Baïse a été rénové en 2017 pour la production d'énergie hydroélectrique. L'ouvrage hydraulique qui ponctue la Baïse se situe à cheval sur les communes de Barcugnan et de Montaut. Inversement, le moulin Labrune, adossé à la Baïse, est bien situé sur la commune, mais son barrage associé est situé à Fontrailles dans les Hautes-Pyrénées.

Le moulin Labrune
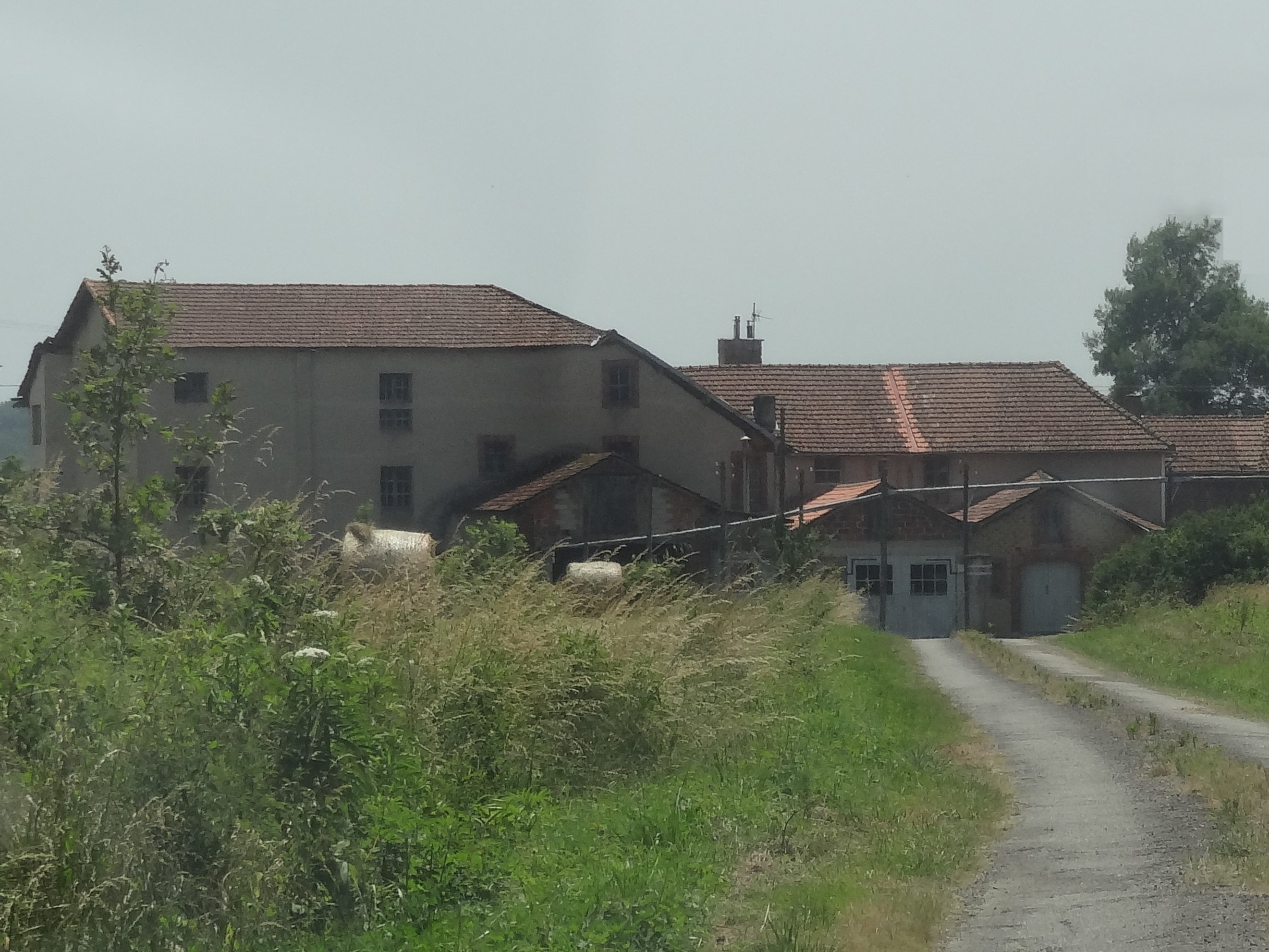
Vue d'ensemble.
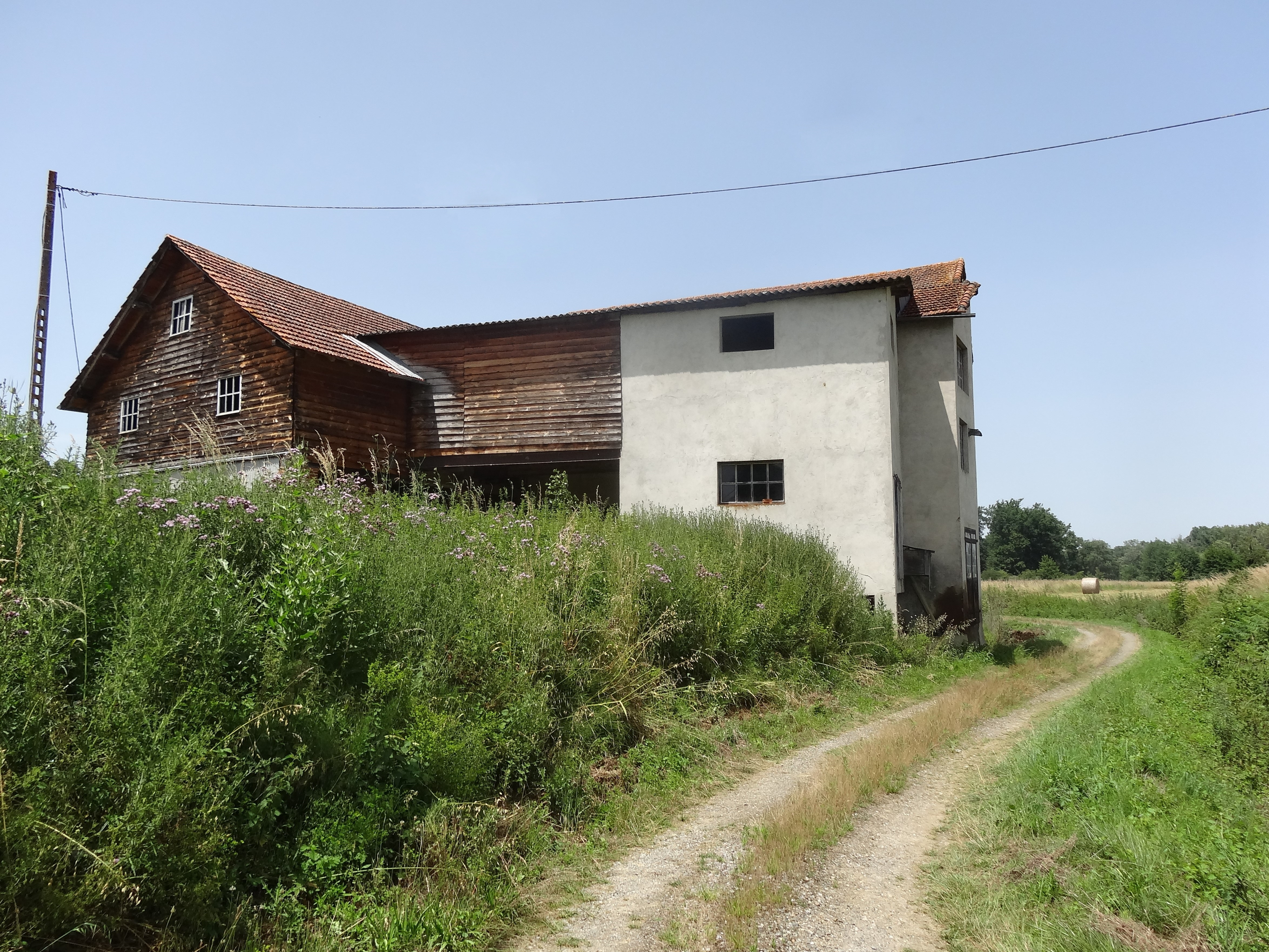
Vue opposée.
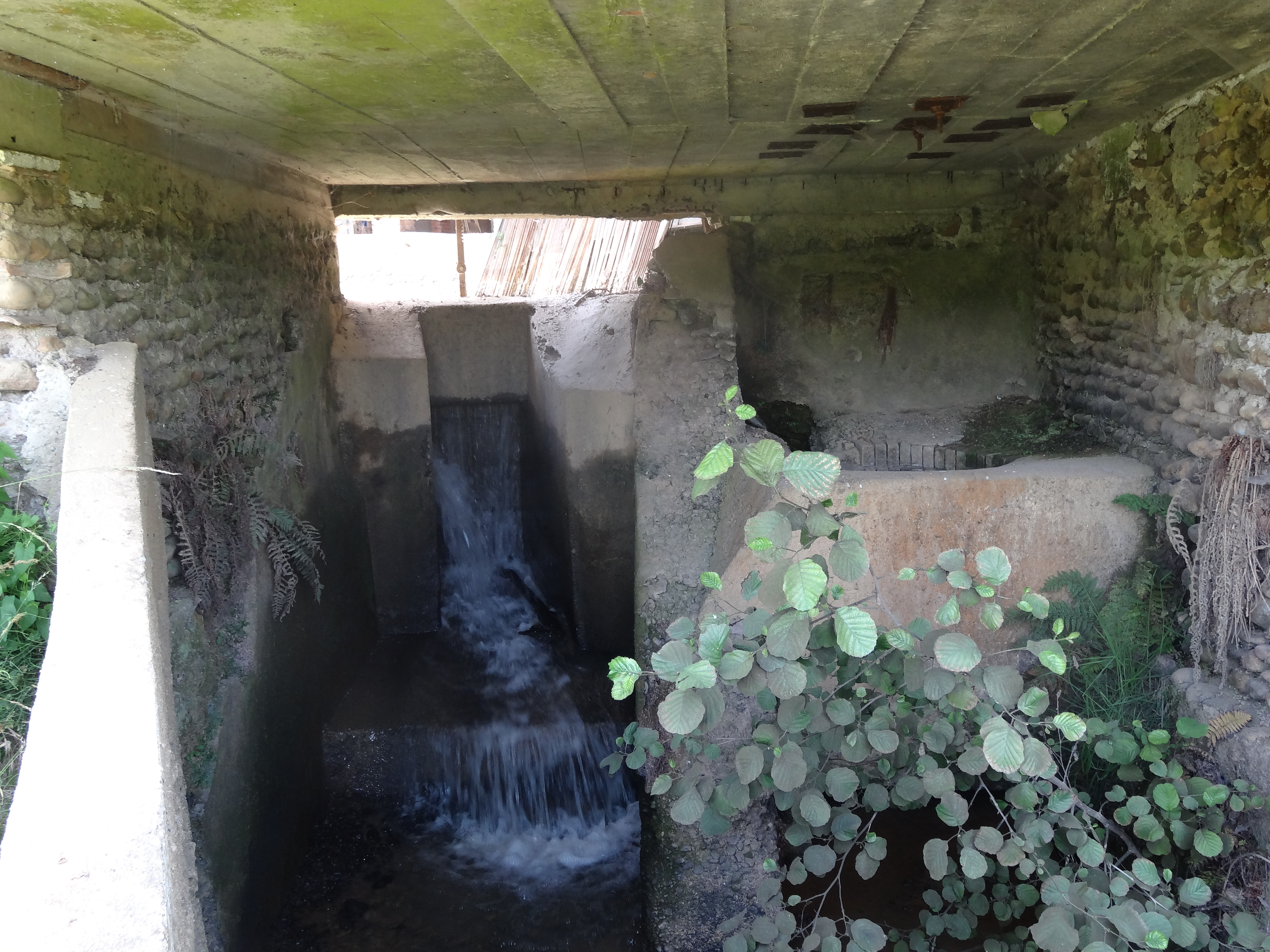
La conduite d'eau.
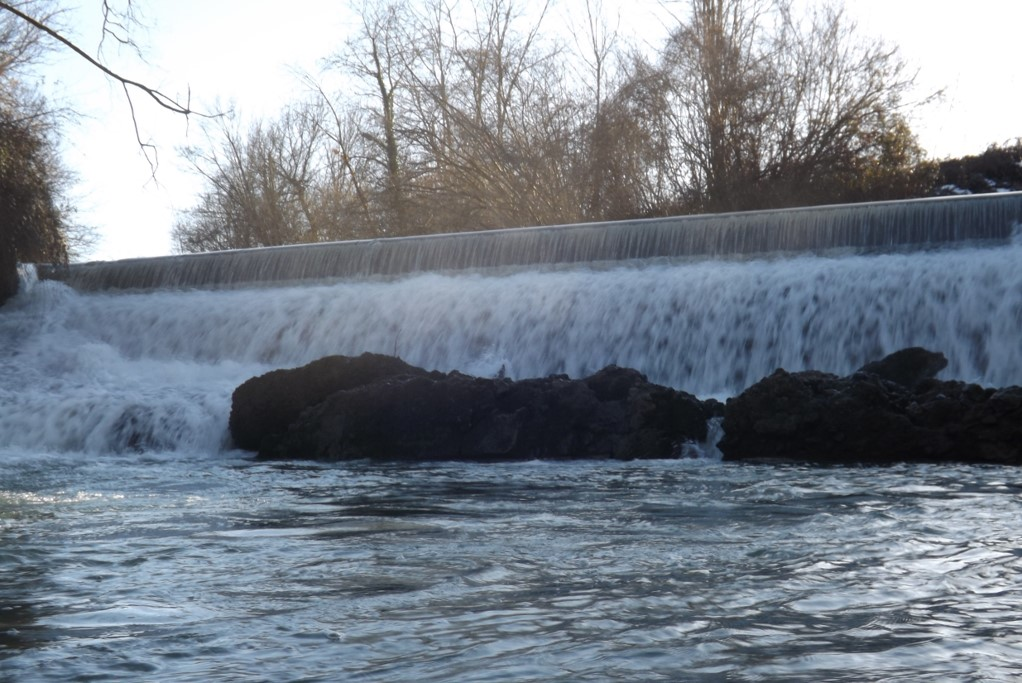
Seuil du moulin de Montaut.
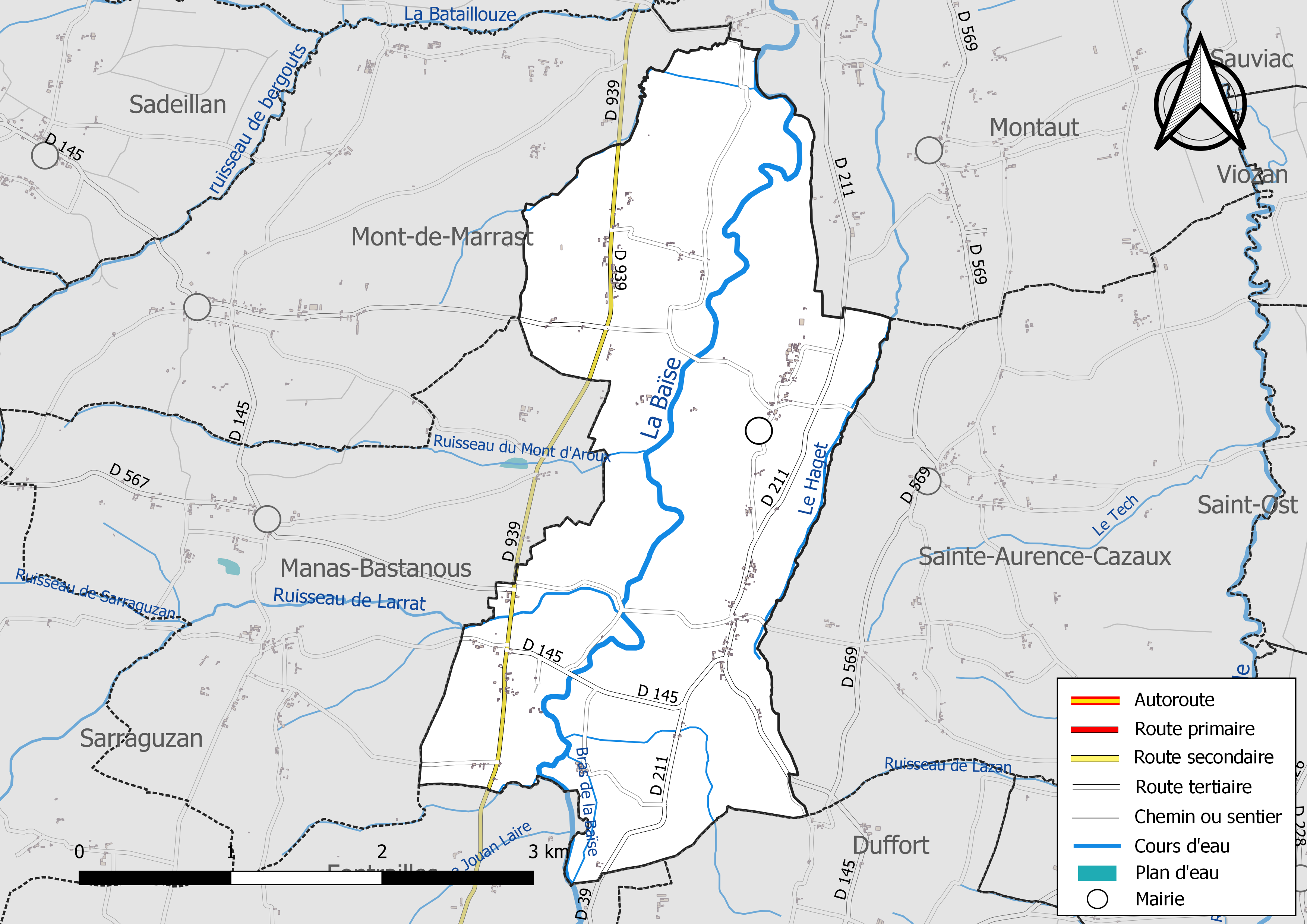
Réseaux hydrographique et routier de Barcugnan.

### Climat
Pour des articles plus généraux, voir Climat de l'Occitanie et Climat du Gers.
En 2010, le climat de la commune est de type climat océanique altéré, selon une étude s'appuyant sur une série de données couvrant la période 1971-2000. En 2020, Météo-France publie une typologie des climats de la France métropolitaine dans laquelle la commune est exposée à un climat de montagne ou de marges de montagne et est dans la région climatique Pyrénées centrales, caractérisée par une pluviométrie annuelle de 1 000 à 1 200 mm.
Pour la période 1971-2000, la température annuelle moyenne est de 12,8 °C, avec une amplitude thermique annuelle de 15,1 °C. Le cumul annuel moyen de précipitations est de 866 mm, avec 10,4 jours de précipitations en janvier et 6,4 jours en juillet. Pour la période 1991-2020, la température moyenne annuelle observée sur la station météorologique la plus proche, située sur la commune de Sadeillan à 5 km à vol d'oiseau, est de 13,6 °C et le cumul annuel moyen de précipitations est de 900,9 mm,. Pour l'avenir, les paramètres climatiques de la commune estimés pour 2050 selon différents scénarios d’émission de gaz à effet de serre sont consultables sur un site dédié publié par Météo-France en novembre 2022.

### Milieux naturels et biodiversité
Aucun espace naturel présentant un intérêt patrimonial n'est recensé sur la commune dans l'inventaire national du patrimoine naturel,,.

## Urbanisme

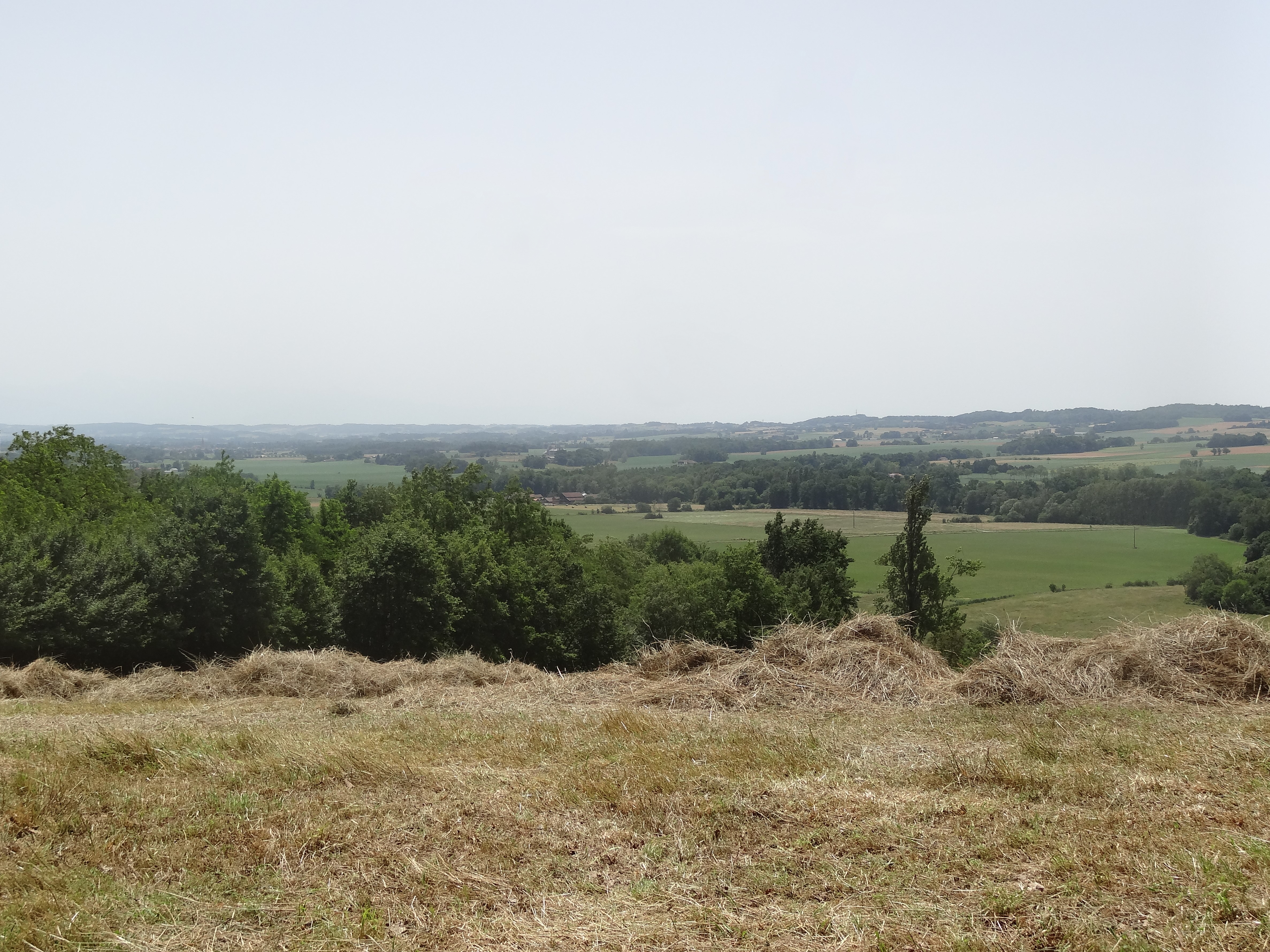
Point de vue sur la vallée de la Baïse depuis Saint-Araille. La commune s'inscrit dans un cadre rural.

### Typologie
Au 1er janvier 2024, Barcugnan est catégorisée commune rurale à habitat très dispersé, selon la nouvelle grille communale de densité à sept niveaux définie par l'Insee en 2022.
Elle est située hors unité urbaine et hors attraction des villes,.

### Occupation des sols
L'occupation des sols de la commune, telle qu'elle ressort de la base de données européenne d’occupation biophysique des sols Corine Land Cover (CLC), est marquée par l'importance des territoires agricoles (92,5 % en 2018), une proportion identique à celle de 1990 (92,5 %). La répartition détaillée en 2018 est la suivante : 
terres arables (67,9 %), zones agricoles hétérogènes (24,6 %), forêts (7,5 %). L'évolution de l’occupation des sols de la commune et de ses infrastructures peut être observée sur les différentes représentations cartographiques du territoire : la carte de Cassini (XVIIIe siècle), la carte d'état-major (1820-1866) et les cartes ou photos aériennes de l'IGN pour la période actuelle (1950 à aujourd'hui).

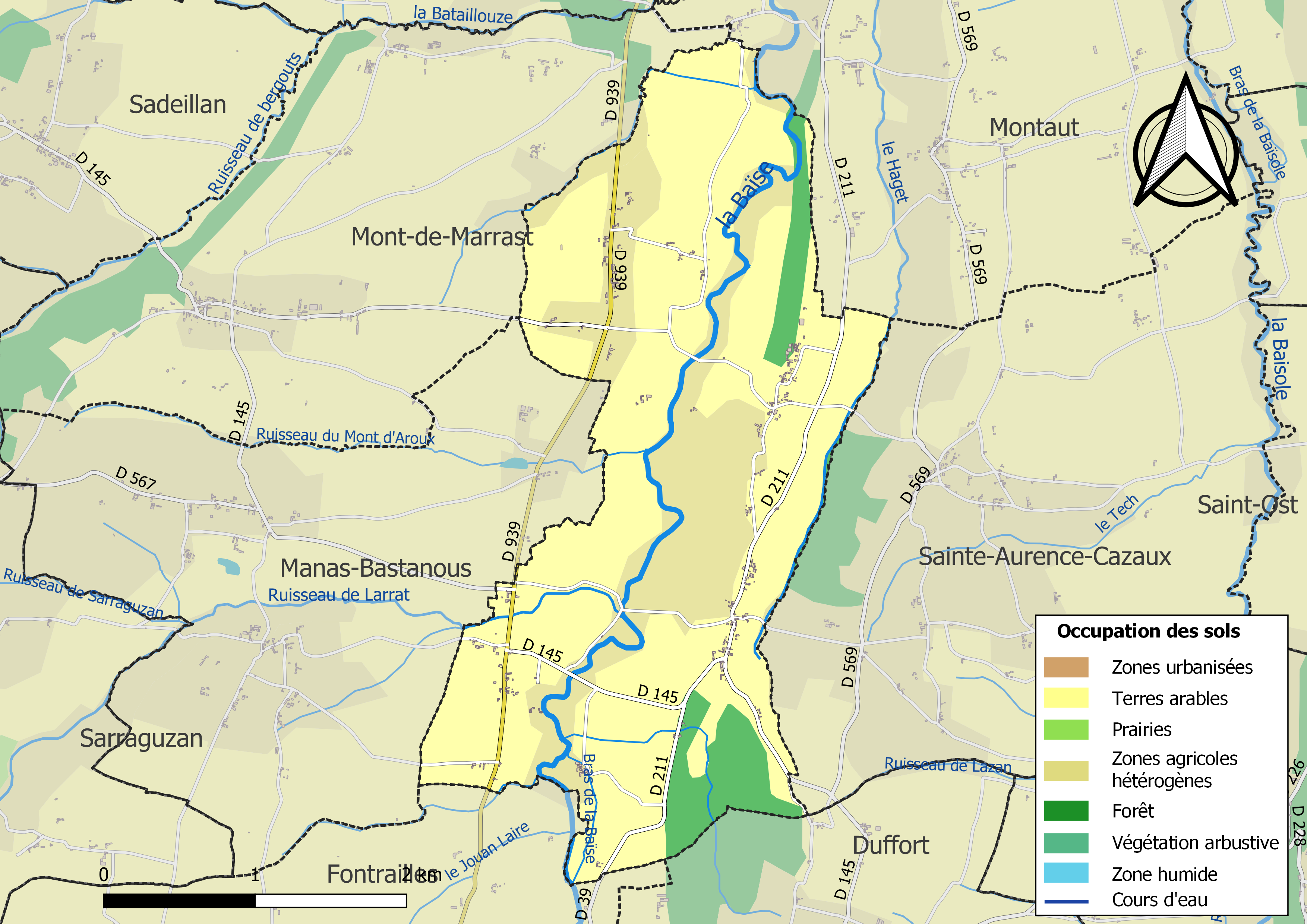
Carte des infrastructures et de l'occupation des sols de la commune en 2018 (CLC).

### Voies de communication et transports

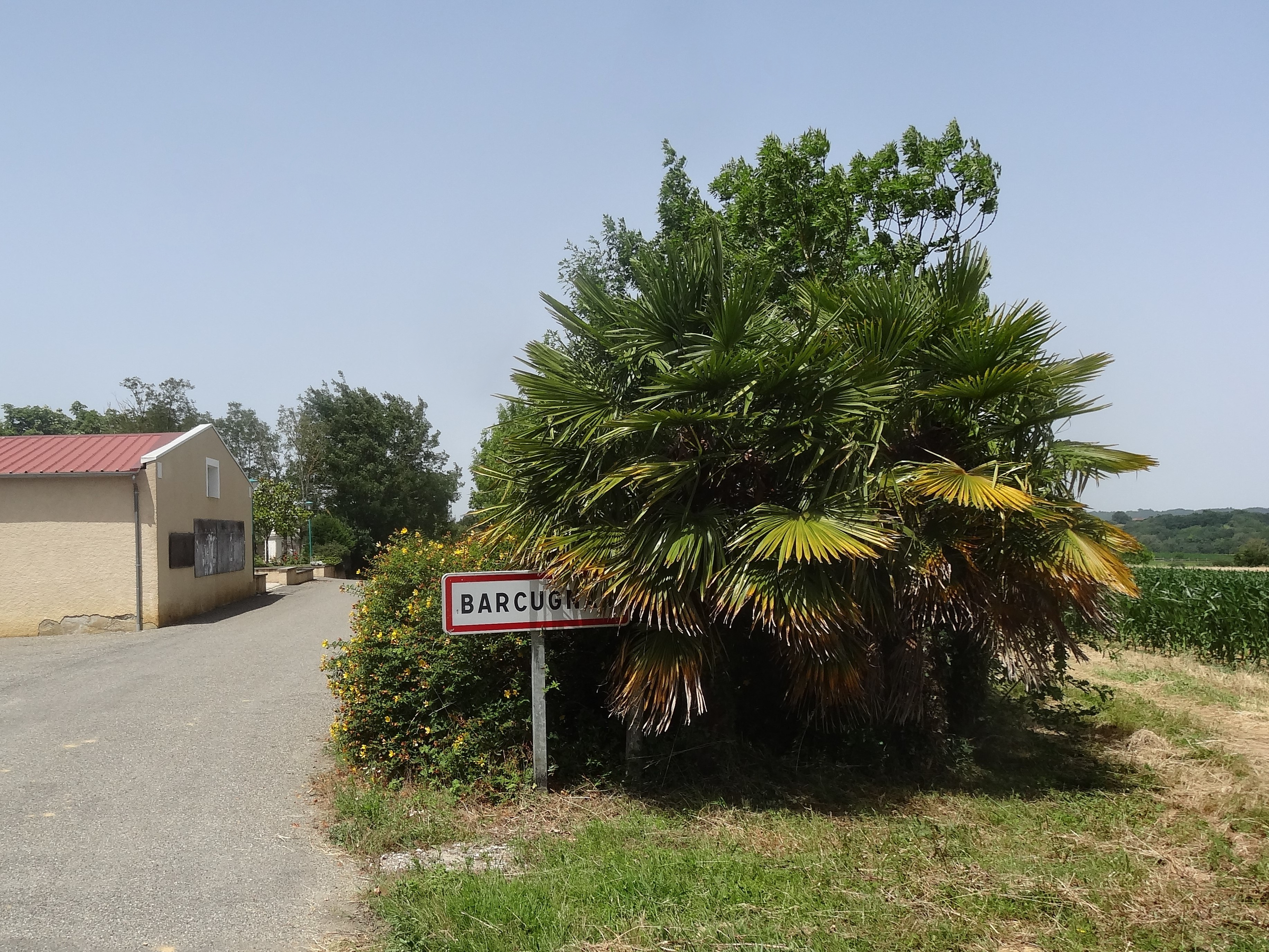
Entrée sud de Barcugnan.

La commune de Barcugnan est longée par la D 211, par la D 939 et par la D 145.
 Le village est relié à Sainte-Aurence-Cazaux par la route C1.

### Risques majeurs
Le territoire de la commune de Barcugnan est vulnérable à différents aléas naturels : météorologiques (tempête, orage, neige, grand froid, canicule ou sécheresse), inondations et séisme (sismicité modérée). Un site publié par le BRGM permet d'évaluer simplement et rapidement les risques d'un bien localisé soit par son adresse soit par le numéro de sa parcelle.
Certaines parties du territoire communal sont susceptibles d’être affectées par le risque d’inondation par débordement de cours d'eau, notamment la Baïse. La cartographie des zones inondables en ex-Midi-Pyrénées réalisée dans le cadre du XIe Contrat de plan État-région, visant à informer les citoyens et les décideurs sur le risque d’inondation, est accessible sur le site de la DREAL Occitanie. La commune a été reconnue en état de catastrophe naturelle au titre des dommages causés par les inondations et coulées de boue survenues en 1999, 2009 et 2014,.

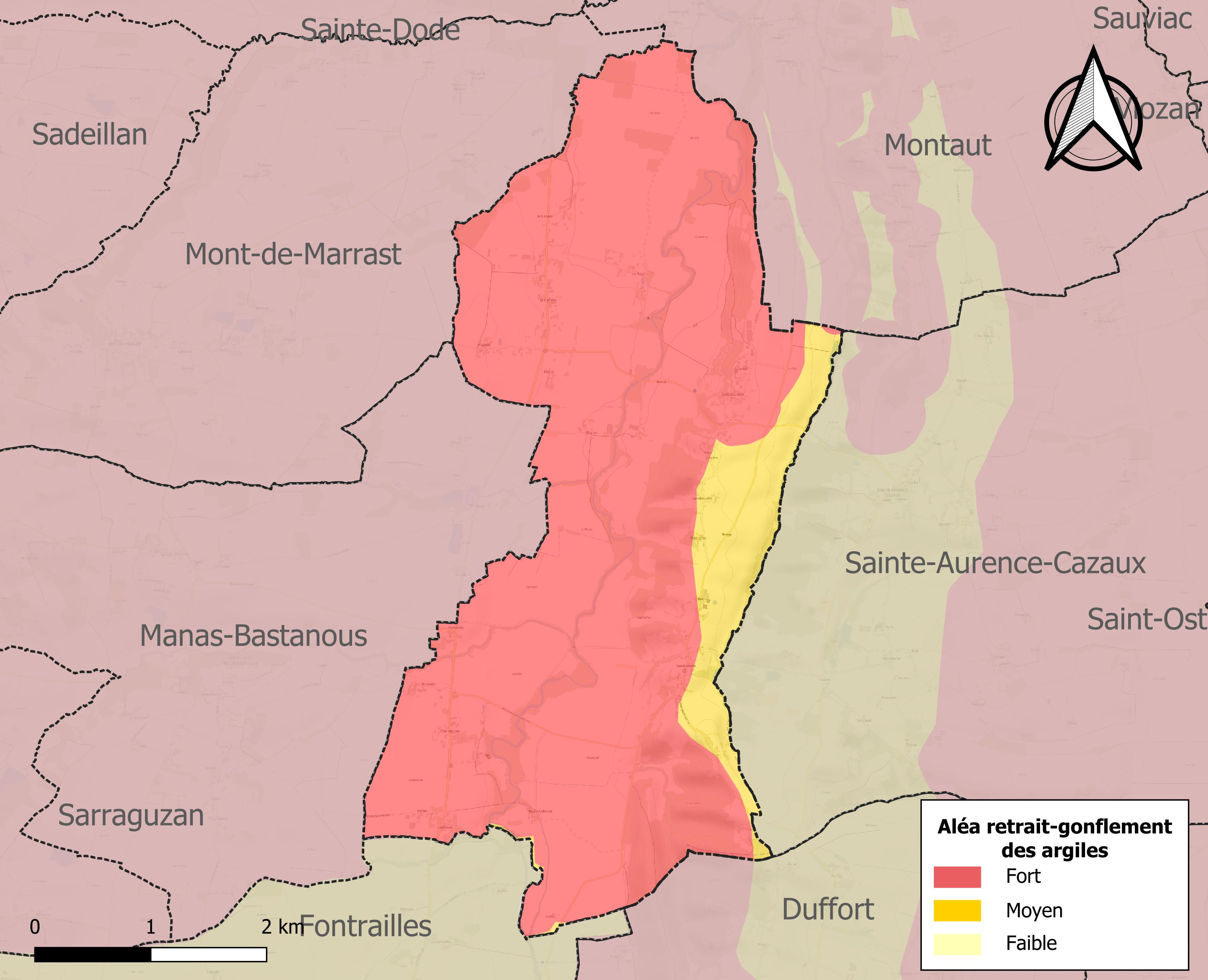
Carte des zones d'aléa retrait-gonflement des sols argileux de Barcugnan.

Le retrait-gonflement des sols argileux est susceptible d'engendrer des dommages importants aux bâtiments en cas d’alternance de périodes de sécheresse et de pluie. La totalité de la commune est en aléa moyen ou fort (94,5 % au niveau départemental et 48,5 % au niveau national). Sur les 78 bâtiments dénombrés sur la commune en 2019, 78 sont en aléa moyen ou fort, soit 100 %, à comparer aux 93 % au niveau départemental et 54 % au niveau national. Une cartographie de l'exposition du territoire national au retrait gonflement des sols argileux est disponible sur le site du BRGM,.
Par ailleurs, afin de mieux appréhender le risque d’affaissement de terrain, l'inventaire national des cavités souterraines permet de localiser celles situées sur la commune.
Concernant les mouvements de terrains, la commune a été reconnue en état de catastrophe naturelle au titre des dommages causés par la sécheresse en 1989 et 1994 et par des mouvements de terrain en 1999.

## Histoire

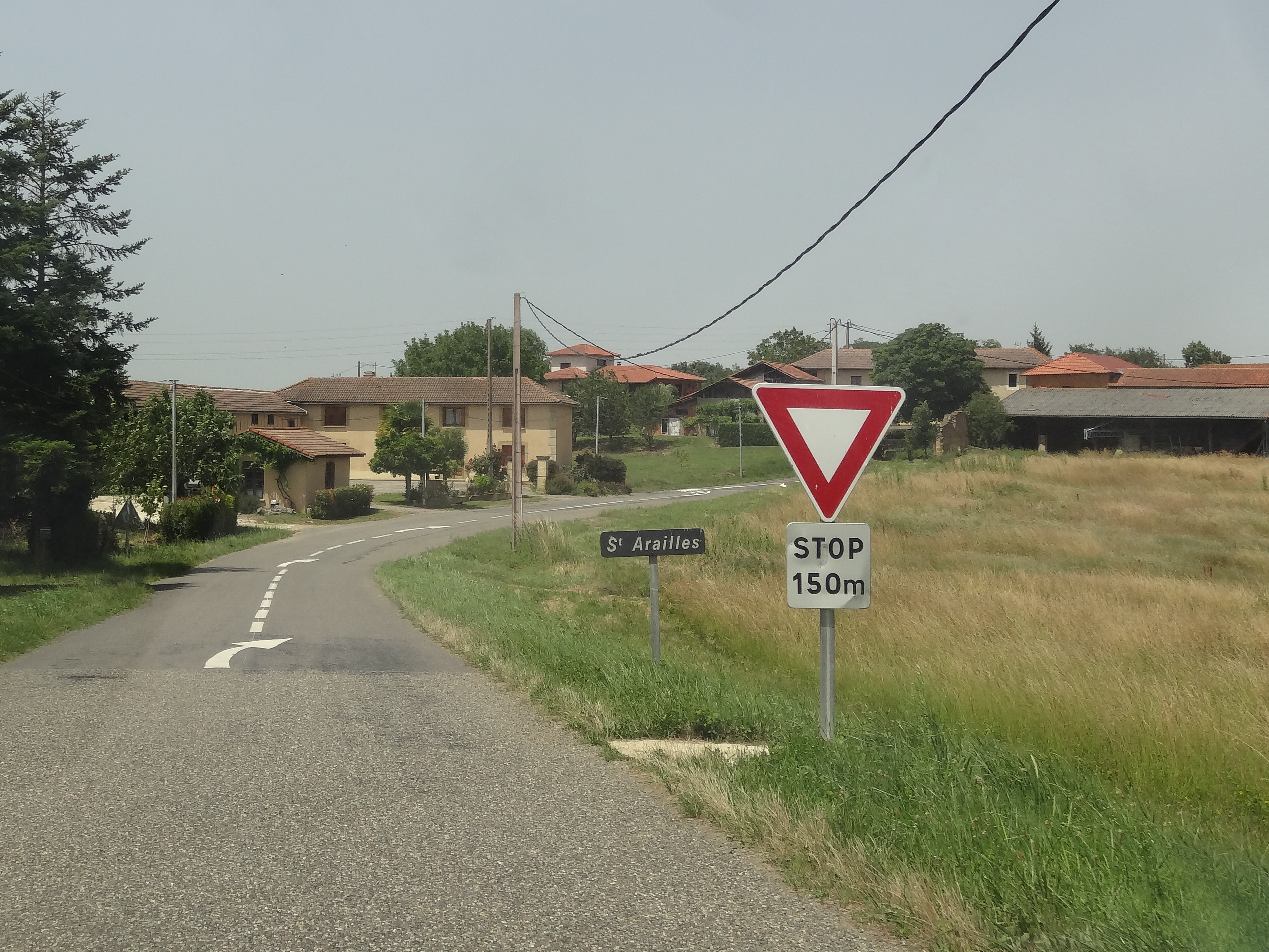
Entrée sud de Saint-Araille en 2019.

La commune actuelle correspond au territoire des communes de Barcugnan, Sainte-Araille et Montagnan.
Au Moyen Âge ces trois communes appartenaient au comté d’Astarac dont Mirande était la capitale. Ce comté s’étendait de l’Armagnac au nord-ouest, à la Bigorre à l’ouest, au Magnoac au sud est et au Savès à l’est. La seigneurie appartenait donc aux comtes d’Astarac.
Au XVIIIe siècle, en sa qualité de comte d’Astarac, le duc de Rohan était toujours seigneur justicier de Barcugnan mais il partageait la seigneurie directe avec des co-seigneurs. Un quart de la seigneurie directe appartenait à une famille de Roques qui la vendit le 29 mai 1729 à Bernard de Médrano, habitant de Duffort (notaire, Carraze à Castelnau-Magnoac). Ce dernier la vendit à son tour le 19 novembre 1738 à Joseph de Larroux, sieur de Ruffé, et habitant de Sainte-Arraille (notaire, Lamarque à Miélan). À la même date, Henri d’Oberssan, habitant de Trie, était aussi co-seigneur direct de Barcugnan.
Au début du XVIe siècle, les deux seigneuries de Sainte-Arraille et de Montagnan appartenaient à une branche de la famille de Marrast qui possédait aussi la seigneurie d’Aroux (Manas-Bastanous). Les Saint-Lary en devinrent les seigneurs en 1555 par le mariage de Jean de Saint-Lary avec Gabrielle de Marrast. Ils le restèrent jusqu’au milieu du XVIIIe siècle.
Ces seigneuries passèrent en 1757 dans la famille de Gémit de Luscan par le mariage de Marguerite de Saint-Lary avec Louis-François de Gémit, marquis de Luscan, puis dans la famille de Fondeville en 1779 par le mariage d’Angélique de Saint Luscan avec Pierre-Clair de Fondeville.
Barcugnan est érigée en commune en 1790. Avant 1806, elle absorbe la commune de Montagnan. En 1822, elle absorbe la commune de Saint-Trailles.

## Politique et administration

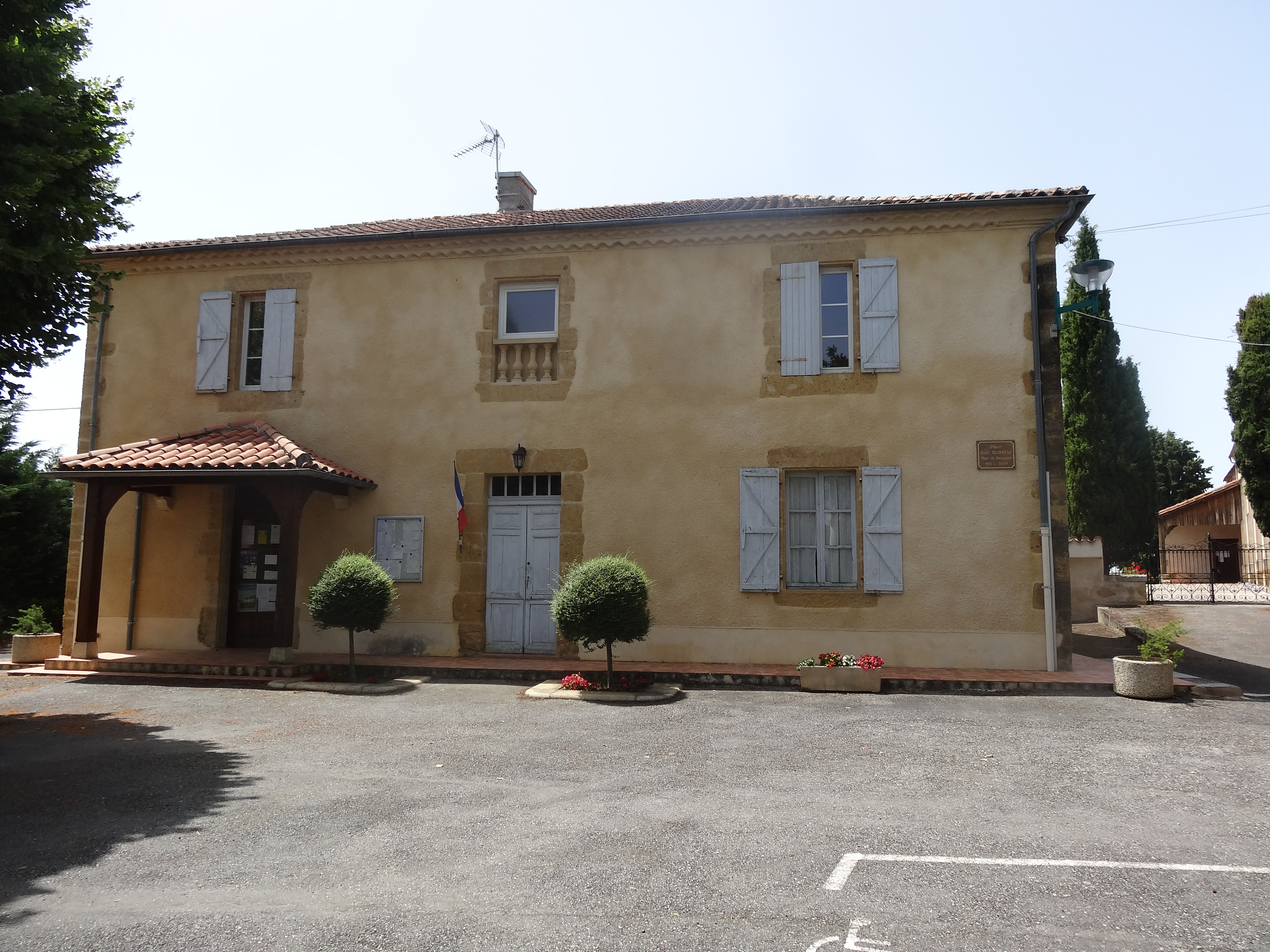
La mairie.

### Liste des maires
| Période                                  | Période  | Identité             | Étiquette | Qualité                                        |
| ---------------------------------------- | -------- | -------------------- | --------- | ---------------------------------------------- |
| 1900                                     | 1903     | Jean-Baptiste Nassan |           |                                                |
| 1903                                     | 1904     | Gilles Cazalas       |           |                                                |
| 1904                                     | 1913     | Bertrand Despaux     |           |                                                |
| 1913                                     | 1914     | Adolphe Lamarque     |           |                                                |
| 1914                                     | 1919     | Jean-Marie Ader      |           |                                                |
| 1919                                     | 1920     | André Fauqué         |           |                                                |
| 1920                                     | 1925     | Jean-Marie Ader      |           |                                                |
| 1925                                     | 1933     | François Péré        |           |                                                |
| 1933                                     | 1947     | Adolphe Lamarque     |           |                                                |
| 1947                                     | 1959     | Gabriel Timon        |           |                                                |
| 1959                                     | 1971     | Jean-Marie Bonneau   |           |                                                |
| 1971                                     | 2005     | Joël Bonneau         | SE        |                                                |
| 2005                                     | 2014     | Robert Betbeze       |           |                                                |
| 2014                                     | 2020     | Christiane Galan     | SE        | Retraitée de la Fonction Publique Territoriale |
| 2020                                     | En cours | Olivier Vendome      |           |                                                |
| Les données manquantes sont à compléter. |          |                      |           |                                                |

| Période | Période | Identité         | Étiquette | Qualité |
| ------- | ------- | ---------------- | --------- | ------- |
| 1801    | 1813    | Hilaire Dauxion  |           |         |
| 1813    | 1817    | Jean Nassan      |           |         |
| 1817    | 1821    | Dominique Castay |           |         |

| Période | Période | Identité           | Étiquette | Qualité |
| ------- | ------- | ------------------ | --------- | ------- |
| 1792    | 1794    | Dominique Castay   |           |         |
| 1795    | 1800    | Bernard Laberguère |           |         |
| 1800    | 1801    | Baptiste Péres     |           |         |

| Période | Période | Identité       | Étiquette | Qualité |
| ------- | ------- | -------------- | --------- | ------- |
| 1791    | 1794    | Jean Castaing  |           |         |
| 1794    | 1801    | Joseph Larrieu |           |         |

## Population et société

### Démographie
| 1793 | 1800 | 1806 | 1821 | 1831 | 1841 | 1846 | 1851 | 1856 |
| ---- | ---- | ---- | ---- | ---- | ---- | ---- | ---- | ---- |
| 189  | 153  | 254  | 203  | 659  | 625  | 610  | 593  | 593  |

| 1861 | 1866 | 1872 | 1876 | 1881 | 1886 | 1891 | 1896 | 1901 |
| ---- | ---- | ---- | ---- | ---- | ---- | ---- | ---- | ---- |
| 546  | 513  | 476  | 505  | 504  | 482  | 452  | 420  | 394  |

| 1906 | 1911 | 1921 | 1926 | 1931 | 1936 | 1946 | 1954 | 1962 |
| ---- | ---- | ---- | ---- | ---- | ---- | ---- | ---- | ---- |
| 376  | 377  | 320  | 312  | 326  | 292  | 296  | 271  | 260  |

| 1968 | 1975 | 1982 | 1990 | 1999 | 2005 | 2006 | 2010 | 2015 |
| ---- | ---- | ---- | ---- | ---- | ---- | ---- | ---- | ---- |
| 228  | 192  | 169  | 164  | 143  | 145  | 149  | 120  | 109  |

| 2020 | 2022 | - | - | - | - | - | - | - |
| ---- | ---- | - | - | - | - | - | - | - |
| 104  | 104  | - | - | - | - | - | - | - |

Avant de fusionner en 1821, 
- En 1803, Barcugnan et Sainte-Arraille-Montagnan comptaient respectivement 152 et 232 habitants.
- En 1818, ces deux localités comptaient 268 et 264 habitants.

Comme la plupart des communes gersoises, la population a augmenté jusqu'au milieu du XIXe siècle. Elle a atteint son maximum en 1846 avec 610 habitants. Elle a ensuite régulièrement diminué et n'atteint pas aujourd'hui le quart de ce chiffre.

### Enseignement
Il n'y a pas d'école à Barcugnan.
Barcugnan fait partie de l'académie de Toulouse.

### Manifestations culturelles et festivités
- Fête communale : 13 août[24] ;

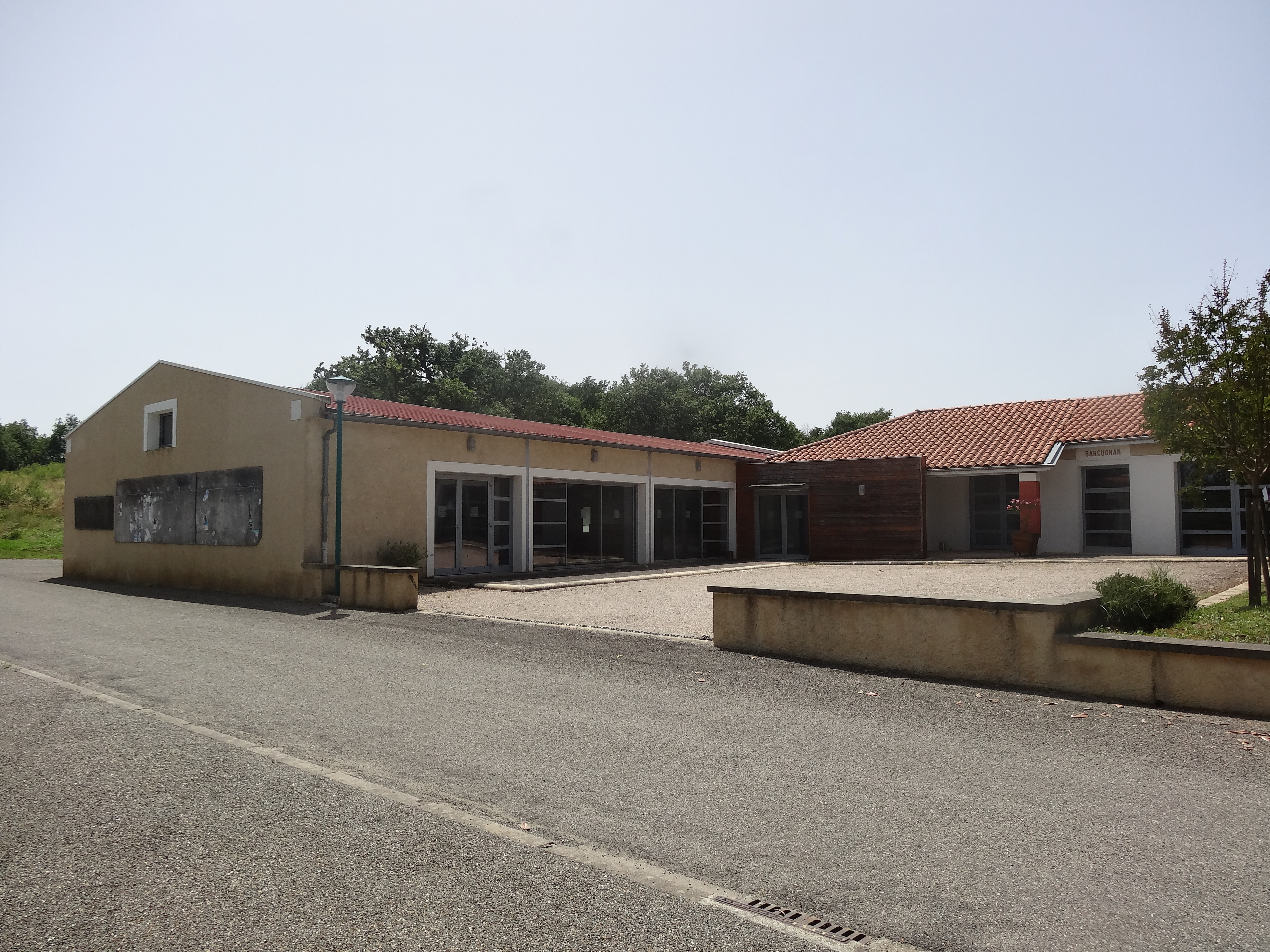
La salle des fêtes.

- Fête patronale : dimanche suivant le 11 novembre[24].

## Économie

### Emploi
|                | 2008   | 2013  | 2018   |
| -------------- | ------ | ----- | ------ |
| Commune        | 10,7 % | 9,6 % | 11,1 % |
| Département    | 6,1 %  | 7,5 % | 8,2 %  |
| France entière | 8,3 %  | 10 %  | 10 %   |

En 2018, la population âgée de 15 à 64 ans s'élève à 46 personnes, parmi lesquelles on compte 77,8 % d'actifs (66,7 % ayant un emploi et 11,1 % de chômeurs) et 22,2 % d'inactifs,. Depuis 2008, le taux de chômage communal (au sens du recensement) des 15-64 ans est supérieur à celui de la France et du département.
La commune est hors attraction des villes,. Elle compte 14 emplois en 2018, contre 19 en 2013 et 31 en 2008. Le nombre d'actifs ayant un emploi résidant dans la commune est de 32, soit un indicateur de concentration d'emploi de 45,1 % et un taux d'activité parmi les 15 ans ou plus de 37,5 %.
Sur ces 32 actifs de 15 ans ou plus ayant un emploi, 10 travaillent dans la commune, soit 32 % des habitants. Pour se rendre au travail, 67,7 % des habitants utilisent un véhicule personnel ou de fonction à quatre roues, 3,2 % les transports en commun, 3,2 % s'y rendent en deux-roues, à vélo ou à pied et 25,8 % n'ont pas besoin de transport (travail au domicile).

### Activités hors agriculture
4 établissements sont implantés  à Barcugnan au 31 décembre 2019.
Le secteur des activités immobilières est prépondérant sur la commune puisqu'il représente 50 % du nombre total d'établissements de la commune (2 sur les 4 entreprises implantées  à Barcugnan), contre 5,2 % au niveau départemental.

### Agriculture
La commune est dans l'Astarac, une petite région agricole englobant tout le Sud du départementle centre-nord du département du Gers, un quart de sa superficie, et correspond au pied de lʼéventail gascon. En 2020, l'orientation technico-économique de l'agriculture  sur la commune est la polyculture et/ou le polyélevage.
|               | 1988 | 2000 | 2010 | 2020 |
| ------------- | ---- | ---- | ---- | ---- |
| Exploitations | 29   | 21   | 17   | 11   |
| SAU (ha)      | 839  | 799  | 827  | 594  |

Le nombre d'exploitations agricoles en activité et ayant leur siège dans la commune est passé de 29 lors du recensement agricole de 1988  à 21 en 2000 puis à 17 en 2010 et enfin à 11 en 2020, soit une baisse de 62 % en 32 ans. Le même mouvement est observé à l'échelle du département qui a perdu pendant cette période 51 % de ses exploitations,. La surface agricole utilisée sur la commune a également diminué, passant de 839 ha en 1988 à 594 ha en 2020. Parallèlement la surface agricole utilisée moyenne par exploitation a augmenté, passant de 29 à 54 ha.

### Entreprises et commerces

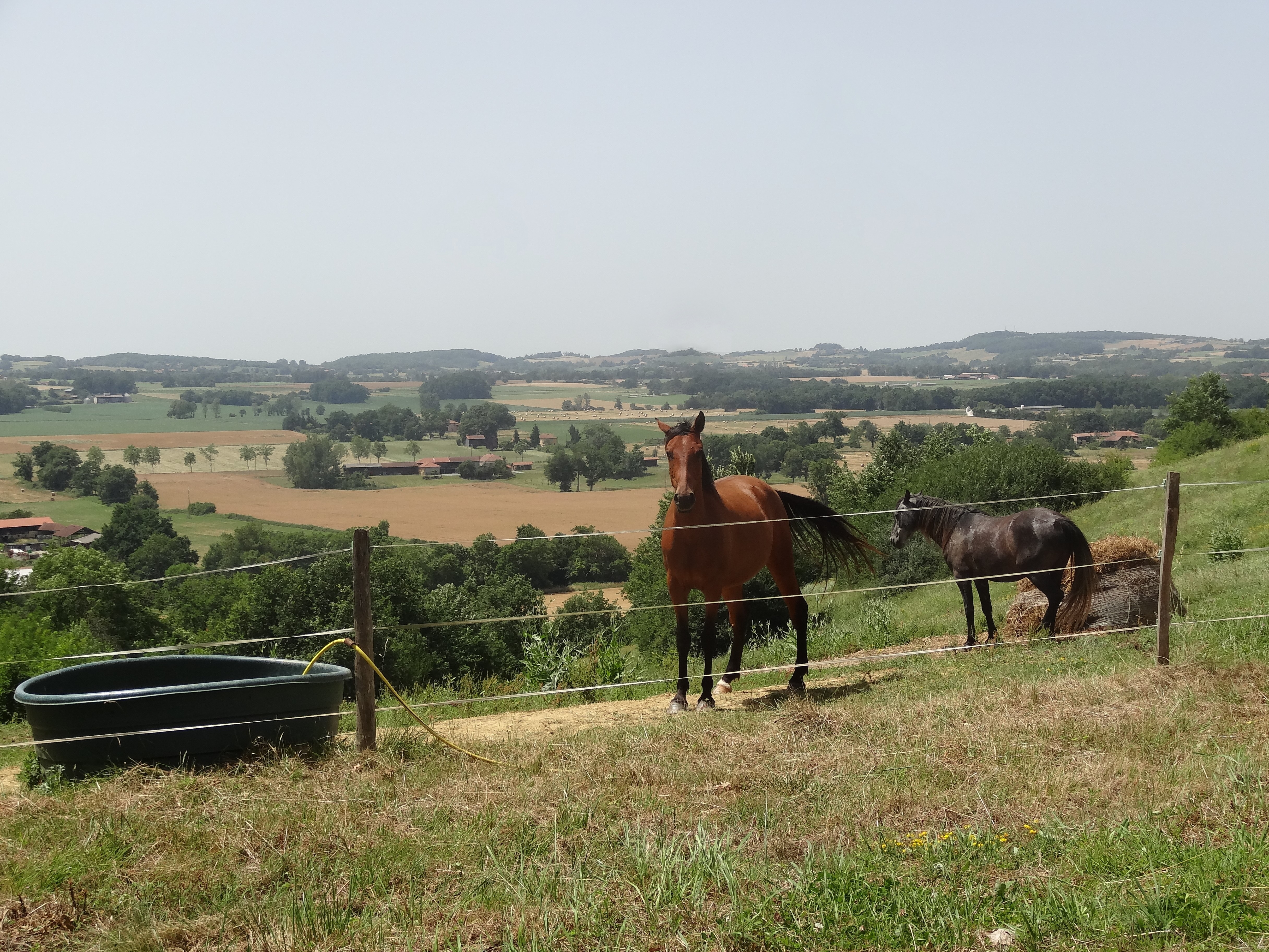
Chevaux et point de vue sur la vallée de la Baïse depuis Barcugnan.

La commune est essentiellement agricole, bien que le nombre de chefs d’exploitation diminue régulièrement : 22 (dont 4 femmes) en 2000 contre 31 en 1988 et 36 en 1979.
Une quadruple évolution a marqué son agriculture depuis 1979. On a assisté à :
- une diminution des ¾ de la superficie fourragère ;
- une diminution corrélative d’environ 70 % des bovins ;
- une diminution de moitié de la culture du blé ;
- une augmentation d’environ 50 % de celle du maïs, ce qui induit un fort accroissement des surfaces irriguées.

L'élevage de porcs et un élevage de volailles, après une pointe en 1988, est revenu à un niveau proche de celui de 1979.
La scierie apportait sa contribution à l'économie locale ; elle a cessé son activité après le départ en retraite de son propriétaire.

La minoterie, non loin de la digue sur la Baïse, produisait de la farine destinée aux pâtisseries et boulangeries de la région ; elle a également cessé son activité après le décès de son propriétaire.

## Culture locale et patrimoine

### Lieux et monuments
La commune possède trois églises. Sous le second empire, le maire Henri d’Auxion de 1870 à 1871, avait projeté de les démolir pour les remplacer par une église centrale. Ce projet fut heureusement abandonné.
- L’église Saint-Martin de Barcugnan est placée sous l’invocation de Saint Martin. De fondation romane, cette église a fait l’objet de nombreux remaniements, notamment au XIXe siècle : construction d’une chapelle latérale, exhaussement des murs, agrandissement vers l’est, ce qui entraîna le remplacement du chevet roman primitif par un chevet à pans coupés, reconstruction de la façade méridionale et du porche, construction d’une voûte en briques. Le portail de style gothique, date de 1843 - 1845. Au XIXe siècle on a découvert une dalle de pierre inscrite, placée dans un des murs de l’église de Barcugnan au-dessus d’un squelette, elle a malheureusement été brisée par un ouvrier.

L'église Saint-Martin
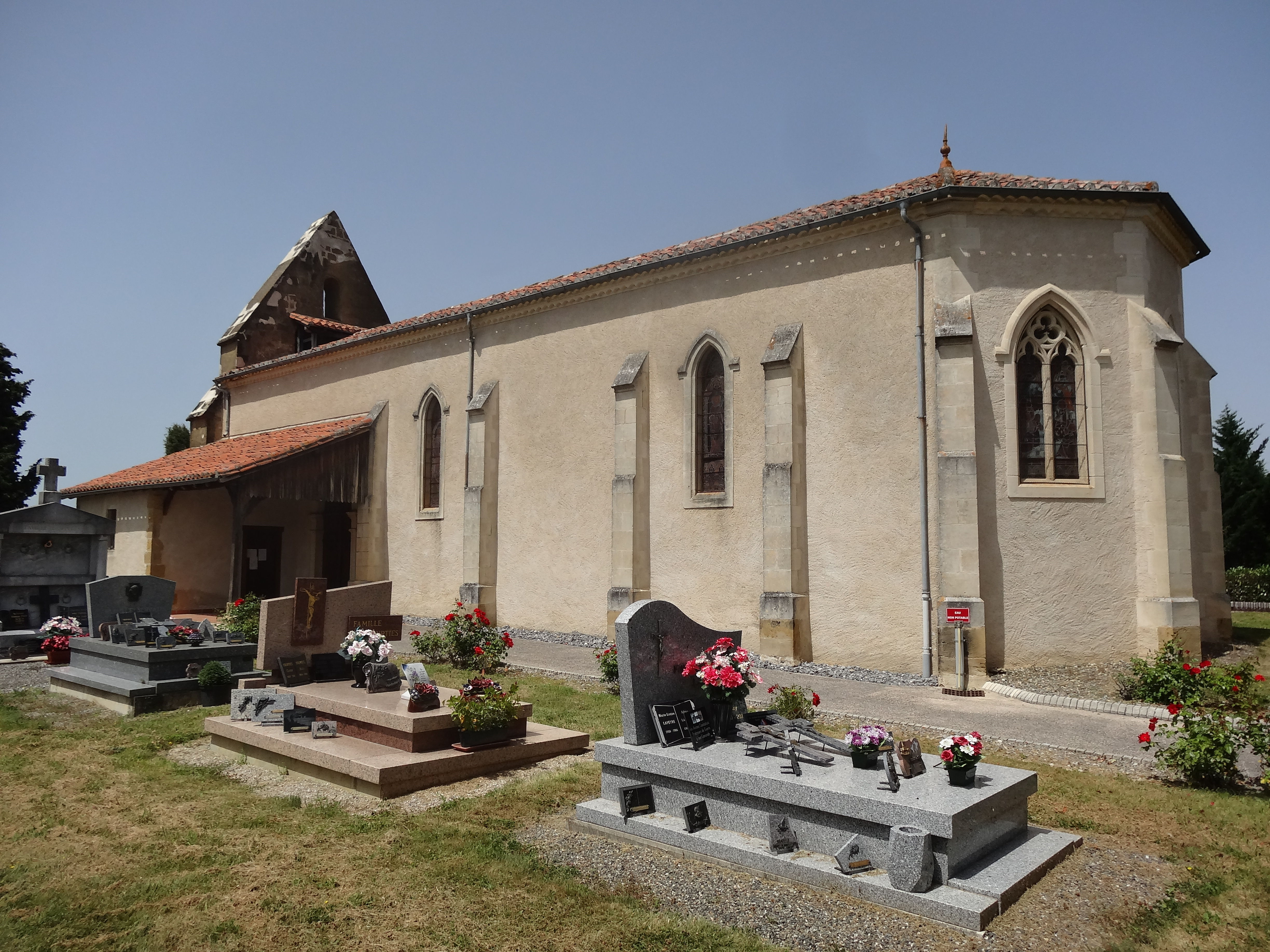
L'église et le cimetière adjacent.
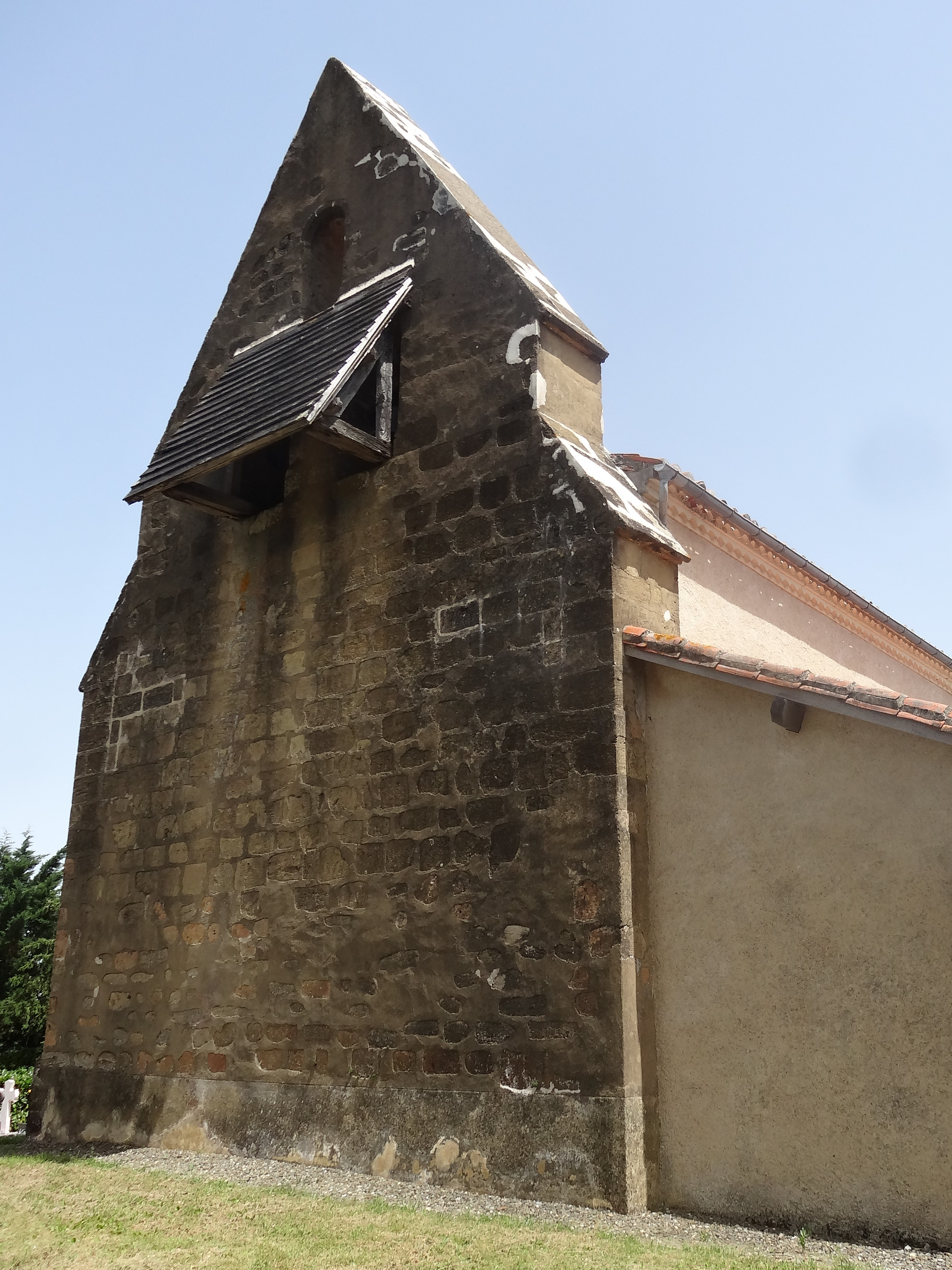
Le clocher-mur.

- L’église Sainte-Eulalie de Saint-Araille, de date incertaine est placée sous le vocable de sainte Eulalie[Laquelle ?]. En gascon Sainte-Arraille (prononcer Saintraille) est dérivé du latin « Sancta-Aulalia »[réf. souhaitée]. L’église était dotée d’une cloche offerte en 1750 par Antoine, duc de Roqueloure, comte d’Astarac et Seigneur de Barcugnan. Le maître autel, avec son retable monumental orné d’une toile du XVIIIe siècle, est classé. Selon la tradition locale, le château des seigneurs de Sainte-Arraille s’élevait à l’ouest de l’église.

L'église Sainte-Eulalie
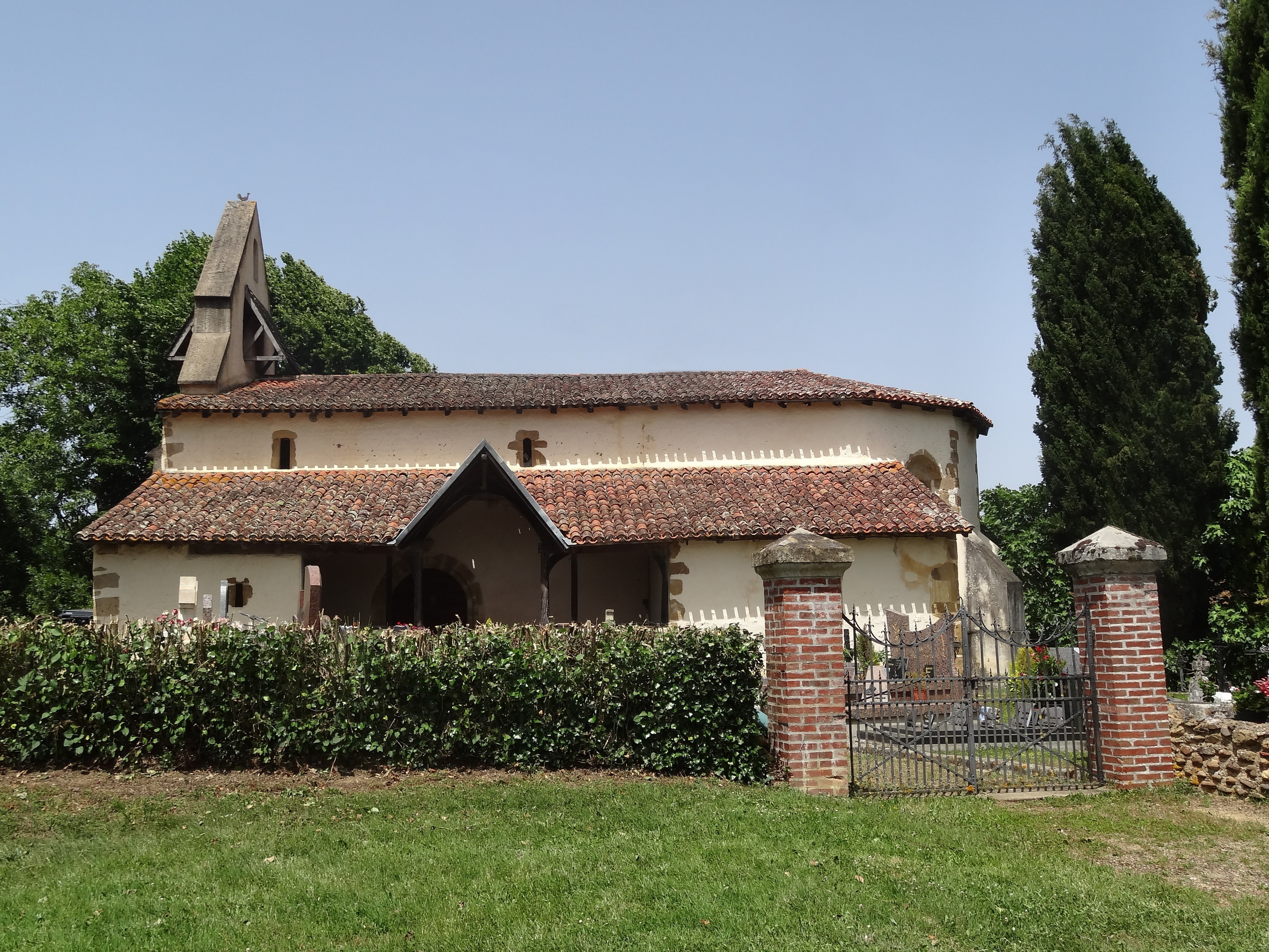
L'église.
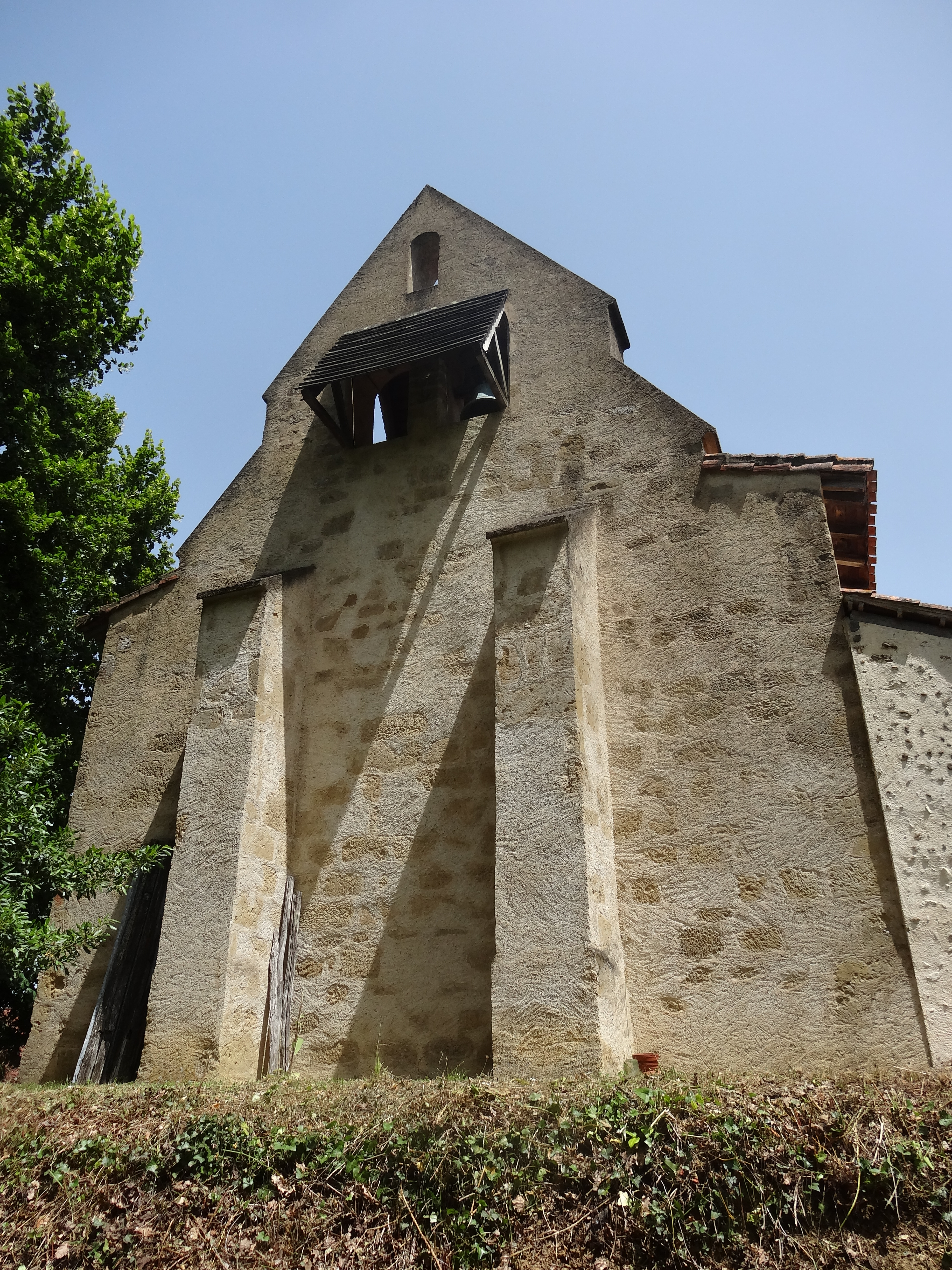
Le clocher-mur avec contreforts.

- L’église Saint-Laurent de Montagnan est dédiée à saint Laurent. Elle a été reconstruite à la fin du XIXe siècle au même emplacement que l’église primitive.

L'église Saint-Laurent
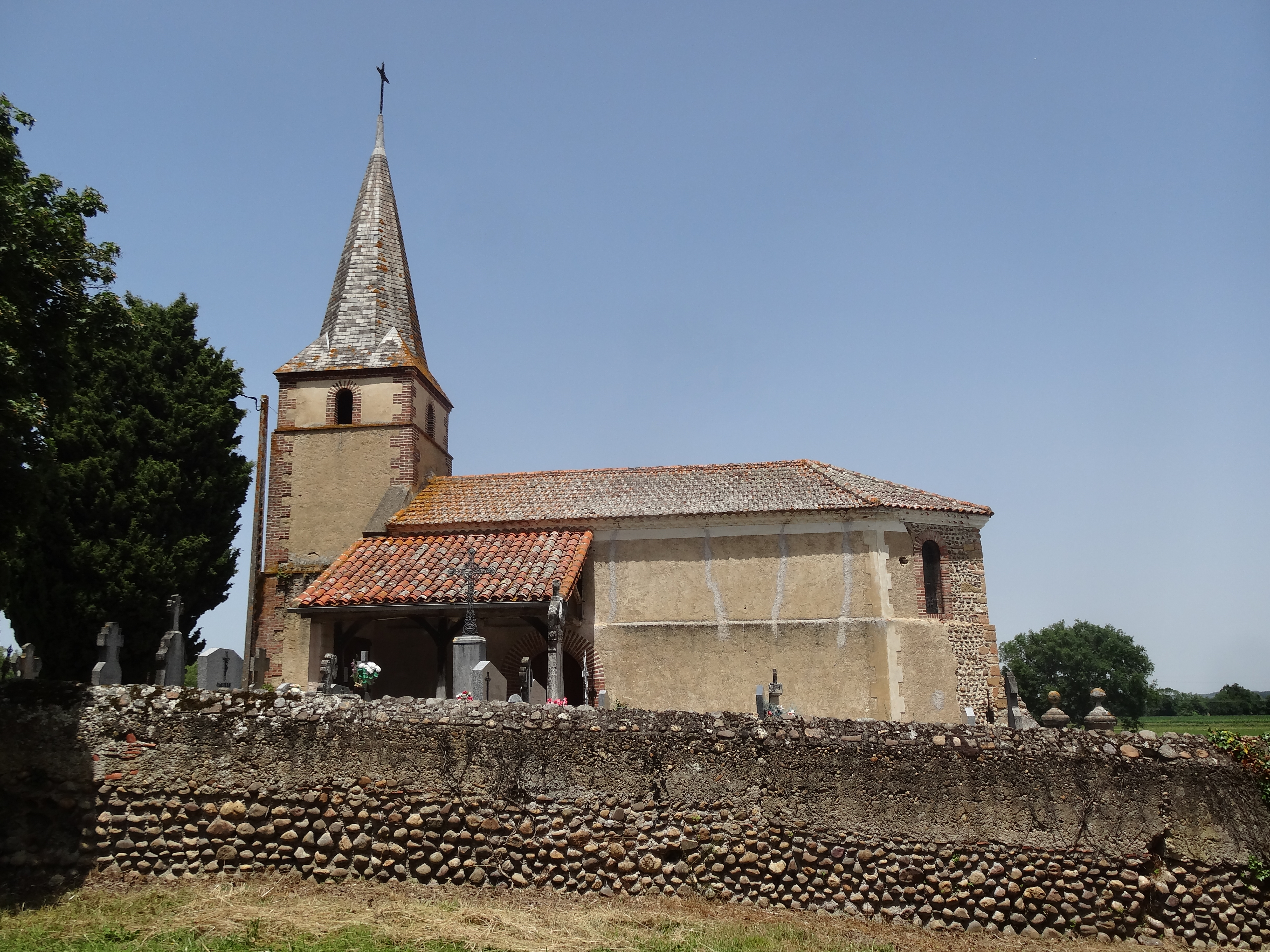
L'église et son cimetière.
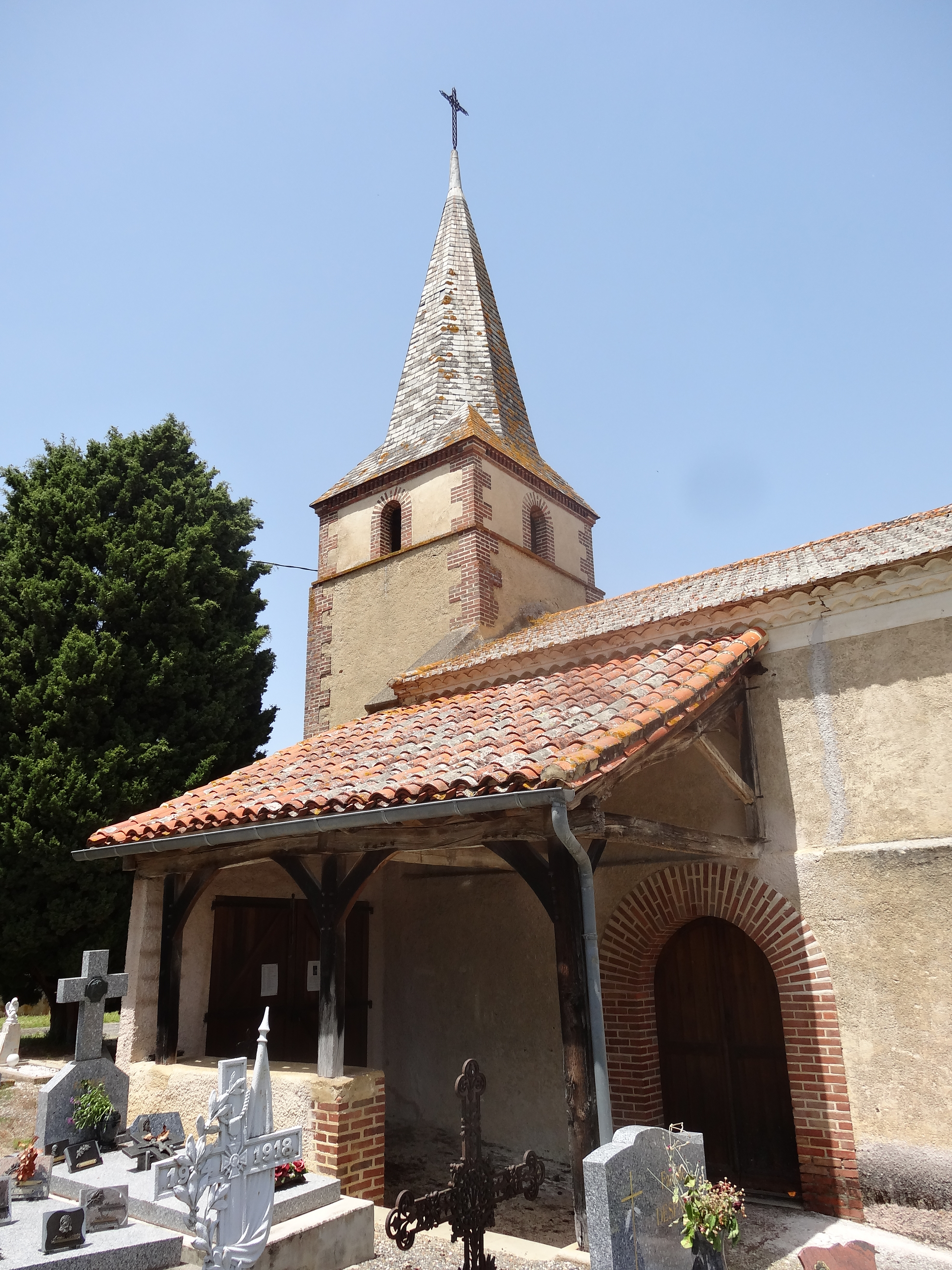
Le clocher et l’emban.
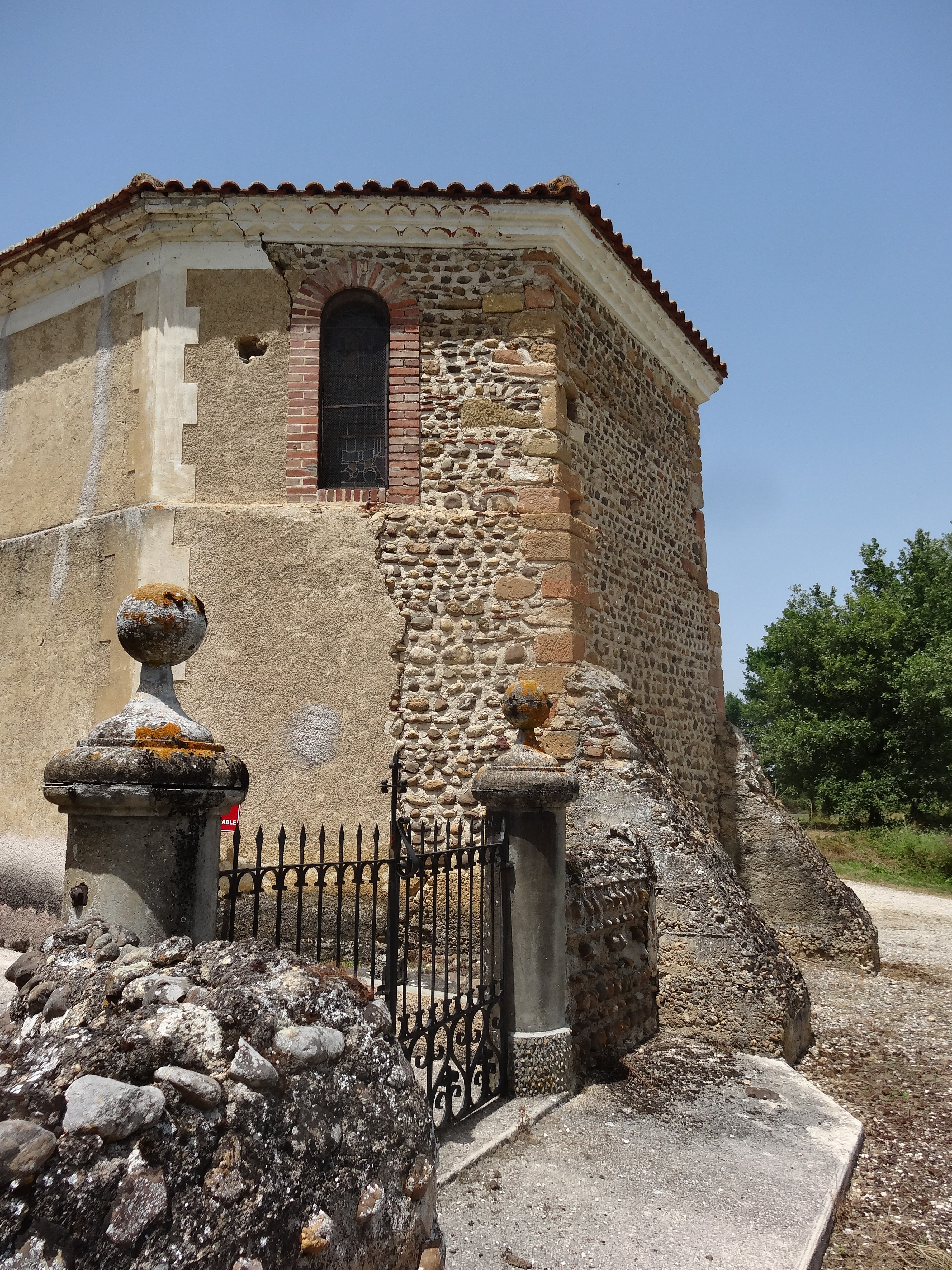
Le chevet.

- L'église Sainte-Marie de Mazères : le plus ancien pouillé médiéval mentionne près de Barcugnan une autre église disparue, dont l’emplacement est inconnu.
- Il existait un château à Barcugnan, qui appartenait aux comtes d’Astarac. Il occupait le sommet de la motte dont on ne devine plus que les vestiges au sud de l’église, sur un feston qui domine le versant abrupt de la Baïse. Il est cité vers 1265 dans le pouillé du diocèse d’Auch[29]. Il était en ruine bien avant le XVIIIe siècle : le cadastre de 1754 cite « un château où il ne reste que de vieilles masures, situé à l’aspect du midi de l’église paroissiale »[30] ; le château n’est pas cité sur la carte de Cassini, mais en 1856, Justin Cénac-Moncaut reconnaît encore l’emplacement des murs : « l'élévation qui servait de soubassement au château présente un carré long de trente-quatre mètres sur vingt-cinq ; quatre murs de trois pieds d'épaisseur, dont le fondement occidental existe encore, formaient une enceinte carrée de six mètres de hauteur »[31]. Aucun vestige de l'ancien château n'est aujourd'hui visible en élévation. La tradition locale y place l’entrée d’un souterrain dont l’issue se trouverait dans la vallée.
- Le château de Montagnan, écroulé pendant la Première Guerre mondiale, se situe à environ 150 mètres au sud de l’église près de la Baïse. En 1808, M. de Fondeville vendit le château de Montagnan à son régisseur Guillaume Nassans, qui le revendit en 1831 à son gendre Jean-Marie Cazalas. La famille Cazalas en est restée propriétaire jusqu’à ces dernières années. De cette bâtisse, reste du château médiéval en partie détruit par une intempérie en 1835, il reste aujourd’hui une grande maison dite « Au Château ». Propriété privée, ne se visite pas.

Le château de Montagnan
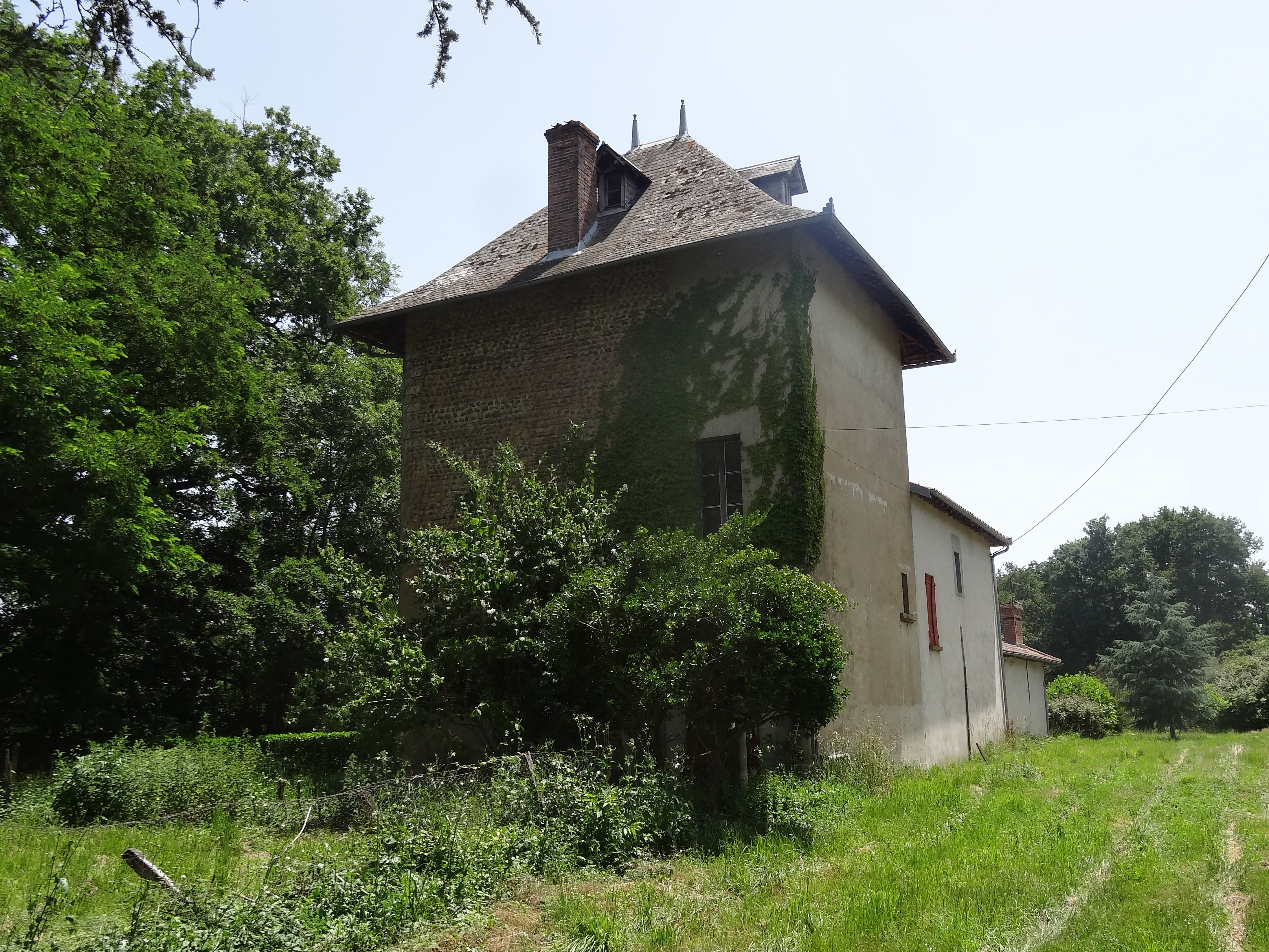
Le château en 2019.
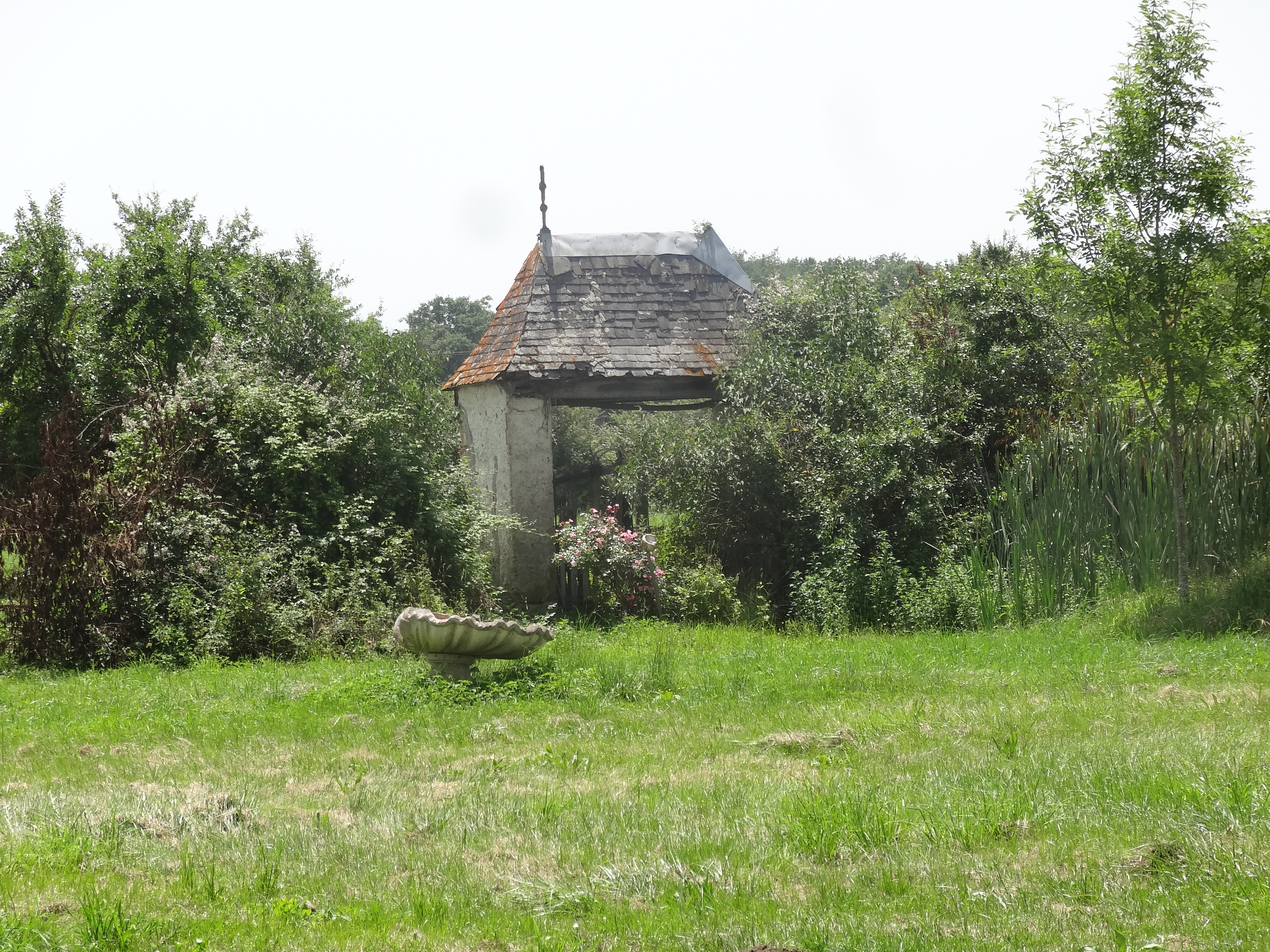
Aperçu du parc.

- La motte castrale de Saint-Arailles, à l’ouest de l’église, portait la maison des seigneurs du lieu. Plusieurs membres de cette famille noble sont cités au XIIIe siècle, par exemple en 1250 le miles Raymond-Guillaume de Saint-Arailles[32]. Aucun vestige de l'ancienne demeure seigneuriale n'est aujourd'hui visible en élévation.

Autres lieux et monuments
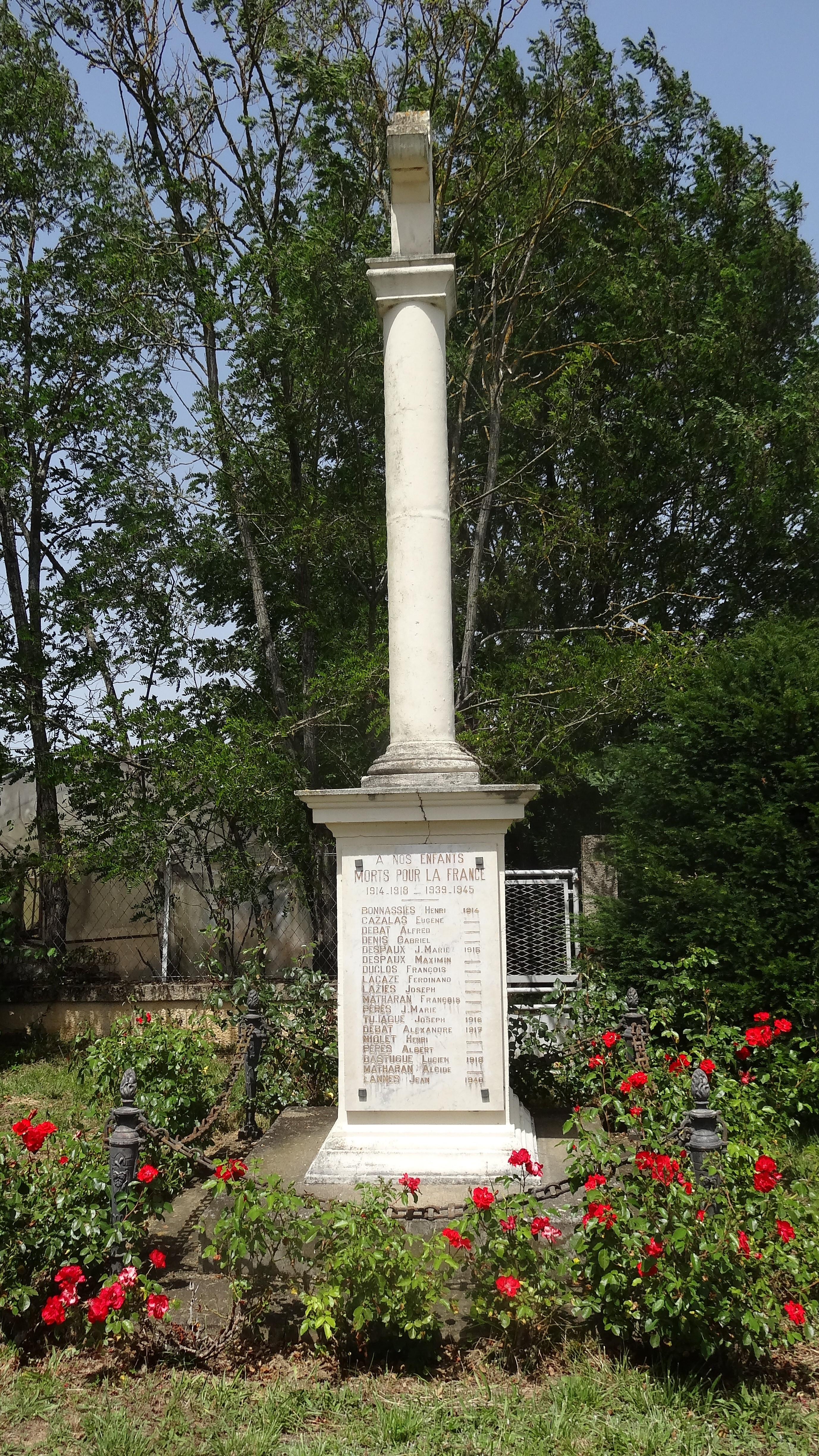
Le monument aux morts.
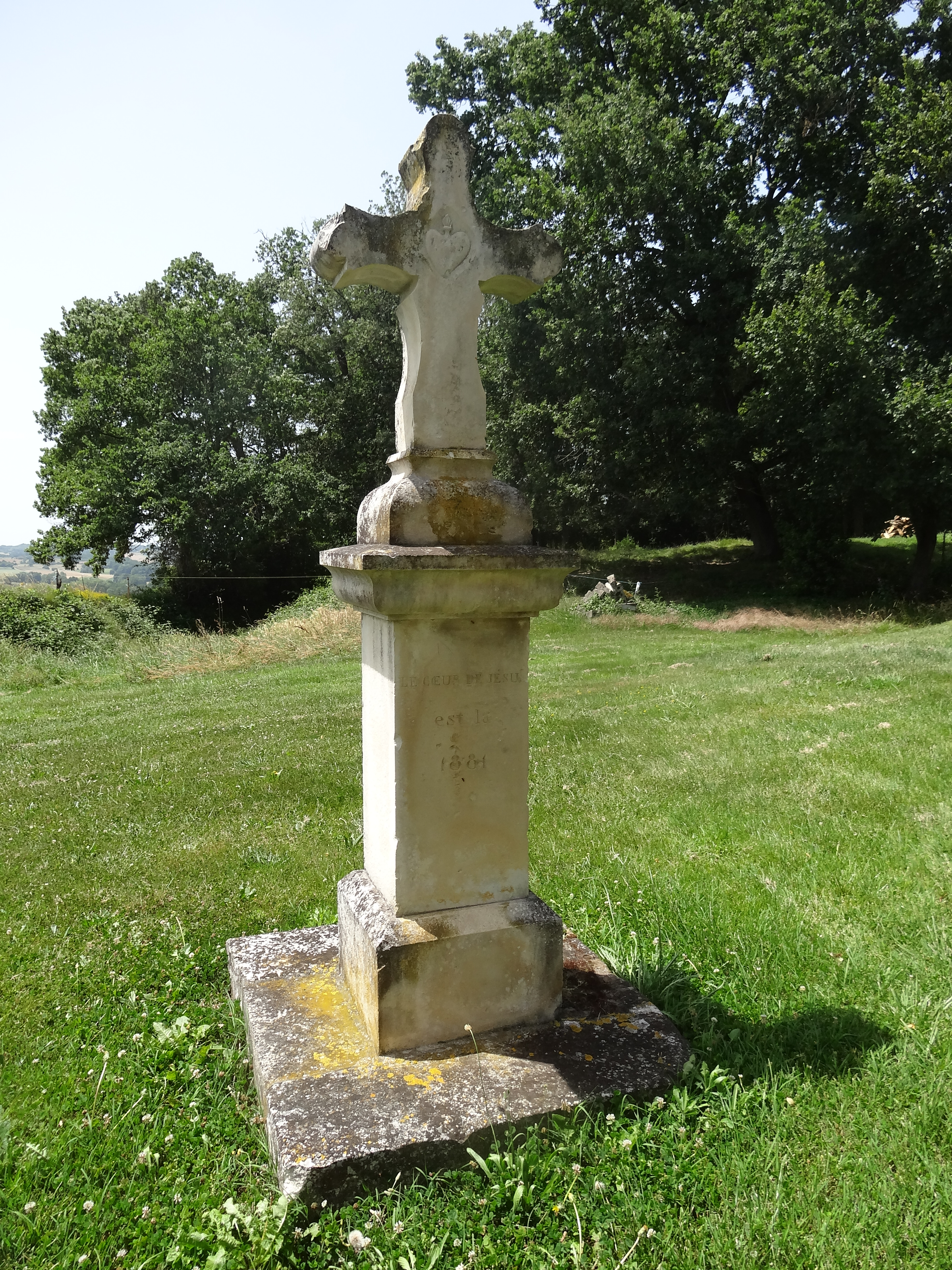
Croix à Sainte-Araille.

### Personnalités liées à la commune
Parmi les propriétaires du château de Montagnan, citons deux personnalités :
- Charles de Saint-Lary-Bellegarde, maître de camp de cavalerie en 1678, premier écuyer du duc de Bourbon en 1684.
- Pierre-Clair de Fondeville, maire de Tarbes et président du Conseil général des Hautes-Pyrénées sous l’Empire et la Restauration.